# Olympische Winterspiele 2010/Eishockey (Herren)/Kader
Die Kader des olympischen Eishockeyturniers der Herren 2010 bestanden aus insgesamt 276 Spielern in zwölf Mannschaften. Das Turnier fand zwischen dem 16. und 28. Februar im Rahmen der XXI. Olympischen Winterspiele im kanadischen Vancouver statt. Zum vierten Mal nach Nagano 1998, Salt Lake City 2002 und Turin 2006 war es auch Spielern der nordamerikanischen Profiliga National Hockey League erlaubt, am Wettbewerb teilzunehmen.
| Nominierungsverfahren |             |                    |
|                       |             |                    |
| Kaderlisten           |             |                    |
| Belarus               | Deutschland | Finnland           |
| Kanada                | Lettland    | Norwegen           |
| Russland              | Schweden    | Schweiz            |
| Slowakei              | Tschechien  | Vereinigte Staaten |
| Weblinks              |             |                    |
| Einzelnachweise       |             |                    |

## Nominierungsverfahren
Vor dem Start des olympischen Eishockeyturniers musste jede teilnehmende Nation einen Kader benennen, der 20 Feldspieler und drei Torhüter für eine Maximalanzahl von 23 Akteuren umfasste. Dieser musste bis spätestens zum 15. Februar 2010, einen Tag vor dem Turnierstart, benannt werden. Zuvor gaben die zwölf teilnehmenden Nationen zwischen dem 23. Dezember 2009 und dem 1. Januar 2010 einen provisorischen Kader bekannt. Der bindende Kader des 15. Februar konnte jedoch vom provisorischen abweichen. Erst nach der Bestätigung der Maximalanzahl von 23 Spielern durch die Internationale Eishockey-Föderation IIHF durften keine weiteren Spieler nachnominiert werden. Die Verbände entschieden sich bei den Feldspielern entweder für die offensive Variante mit 13 Stürmern und sieben Verteidigern oder die defensivere Ausrichtung mit nur zwölf Angreifern und dafür acht Abwehrspielern.
| Nation             | Bekanntgabedatum | Angreifer | Verteidiger | Torhüter |
| ------------------ | ---------------- | --------- | ----------- | -------- |
| Belarus            | 23. Dez. 2009    | 12        | 8           | 3        |
| Deutschland        | 30. Dez. 2009    | 12        | 8           | 3        |
| Finnland           | 30. Dez. 2009    | 13        | 7           | 3        |
| Kanada             | 30. Dez. 2009    | 13        | 7           | 3        |
| Lettland           | 29. Dez. 2009    | 12        | 8           | 3        |
| Norwegen           | 29. Dez. 2009    | 13        | 7           | 3        |
| Russland           | 25. Dez. 2009    | 12        | 8           | 3        |
| Schweden           | 27. Dez. 2009    | 12        | 8           | 3        |
| Schweiz            | 30. Dez. 2009    | 12        | 8           | 3        |
| Slowakei           | 29. Dez. 2009    | 13        | 7           | 3        |
| Tschechien         | 30. Dez. 2009    | 12        | 8           | 3        |
| Vereinigte Staaten | 1. Jan. 2010     | 13        | 7           | 3        |

Um nach den Regeln des Eishockey-Weltverbandes für ein Nationalteam spielberechtigt zu sein, musste er diverse Kriterien erfüllen. Zum einen musste er Staatsbürger der Nation sein und der Zuständigkeit des nationalen Verbandes unterliegen.
Sollte ein Spieler nach dem Erwerb der Staatsbürgerschaft für sein Land erstmals bei einem von der IIHF ausgetragenen Wettbewerb teilnehmen, trat die sogenannte Zwei-Jahre-Regel in Kraft. Diese beinhaltete, dass der Spieler die generellen Kriterien des Weltverbandes erfüllen musste. Zudem musste nachgewiesen werden, dass er mindestens zwei Jahre lang ohne Unterbrechung in den nationalen Wettbewerben seines neuen Heimatlandes aktiv gewesen war und währenddessen nicht in ein anderes Land transferiert wurde oder dort gespielt hatte. Das zweite zusätzliche Kriterium besagte, dass der Spieler im Besitz einer Internationalen Transfer-Karte (ITC) sein musste, die den Wechsel in sein neues Heimatland bestätigte und von der IIHF mindestens zwei Jahre vor dem Beginn des Wettbewerbs, an dem er teilnehmen möchte, datiert war.
Hatte ein Spieler die Staatsbürgerschaft gewechselt, war aber schon zuvor in einem IIHF-Wettbewerb aktiv gewesen, so galt die sogenannte Vier-Jahre-Regel. Dabei traten sämtliche vorangegangenen Kriterien in Kraft, allerdings betrug die Sperrfrist vier statt zwei Jahre.

## Legende
| Allgemein |                                                     |                                                     |                                                     |
| Nr.       | Trikotnummer des Spielers                           | Trikotnummer des Spielers                           | Trikotnummer des Spielers                           |
| Pos       | Sturmposition des Spielers                          | F                                                   | Allrounder                                          |
| Pos       | Sturmposition des Spielers                          | C                                                   | Center                                              |
| Pos       | Sturmposition des Spielers                          | LW                                                  | Linker Flügel                                       |
| Pos       | Sturmposition des Spielers                          | RW                                                  | Rechter Flügel                                      |
| Team      | Vereinsmannschaft (und Liga) zu Beginn des Turniers | Vereinsmannschaft (und Liga) zu Beginn des Turniers | Vereinsmannschaft (und Liga) zu Beginn des Turniers |

| Statistiken |              |     |                                |
| Sp          | Spiele       | S   | Siege                          |
| T           | Tore         | N   | Niederlagen                    |
| V           | Vorlagen     | Min | gespielte Minuten              |
| Pkt         | Scorerpunkte | GT  | Gegentore                      |
| SM          | Strafminuten | SO  | Shutouts                       |
| +/−         | Plus/Minus   | Sv% | gehaltene Schüsse (in Prozent) |
|             |              | GTS | Gegentorschnitt                |

## Belarus 1995Belarus
Belarus nominierte den provisorischen Kader, der zwölf Stürmer, acht Verteidiger und drei Torhüter umfasste, als erstes der zwölf Teams am 23. Dezember 2009. Mit Aleh Antonenka stammte der belarussische Fahnenträger bei der Eröffnungsfeier aus den Reihen des Aufgebots.
Aufgebot

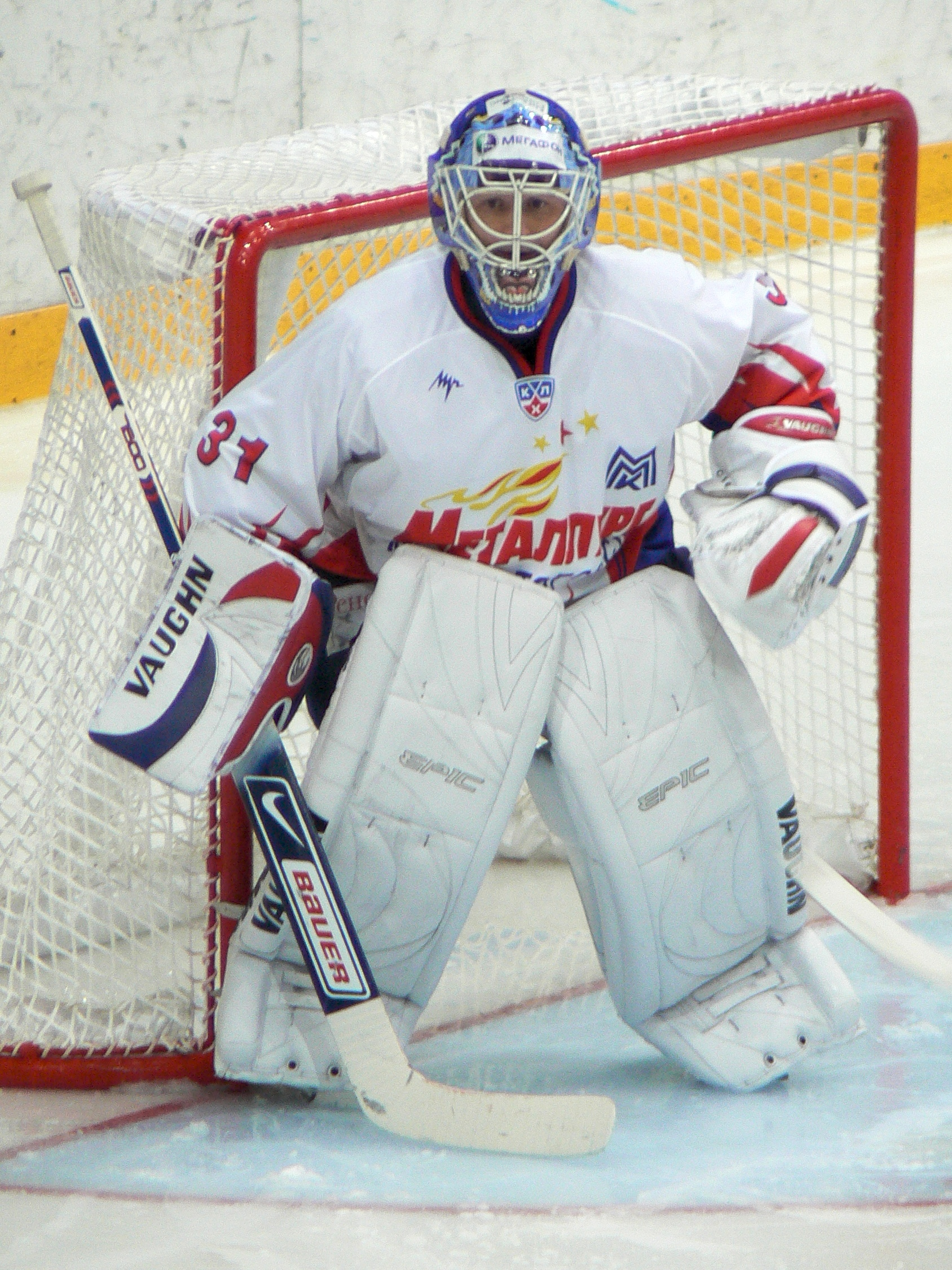
Torwart Andrej Mesin war einer der erfahrensten Spieler in Belarus’ Kader

Den größten Teil des Kaders der Belarussen bildeten Spieler, die bereits bei den Weltmeisterschaften der Jahre 2008 und 2009 nominiert waren. Der Kern des belarussischen Teams bestand aus den vier Spieler aus der National Hockey League – Verteidiger Ruslan Salej von der Colorado Avalanche, Stürmer Michail Hrabouski von den Toronto Maple Leafs sowie dem Brüderpaar Andrei und Sjarhej Kaszizyn von den Canadiens de Montréal. Hinzu kamen mit Torwart Andrej Mesin, der bei der Weltmeisterschaft 2009 zum besten Schlussmann des Turniers gewählt wurde, Aleh Antonenka und Aljaksej Kaljuschny drei weitere, international erfahrene Spieler. Neben den vier in Nordamerika tätigen Spielern waren 14 weitere in der Kontinentalen Hockey-Liga aktiv. Die meisten davon spielten beim Hauptstadtklub HK Dinamo Minsk, der auch gleichzeitig der einzige KHL-Vertreter des Landes ist. Fünf Spieler waren ausschließlich in der nationalen Liga aktiv, davon spielen jedoch vier im Farmteam von Dinamo Minsk, dem HK Schachzjor Salihorsk.
Teilnehmer mit Olympiaerfahrung
Nachdem Belarus die Qualifikation für die Olympischen Winterspiele 2006 in Turin verpasst hatte, standen lediglich fünf Spieler mit Olympiaerfahrung im Kader. Diese waren Andrej Mesin, Ruslan Salej, Aleh Antonenka, Aljaksei Kaljuschny und Kanstanzin Kalzou, die bereits bei den Olympischen Winterspielen 2002 in Salt Lake City und mit Ausnahme von Kalzou auch bei den Olympischen Winterspielen 1998 in Nagano dabei waren.
Absagen und Nicht-Berücksichtigungen
Vorerst keine Berücksichtigung fand Sjarhej Kolassau von den Grand Rapids Griffins aus der American Hockey League.
Nachnominierungen
Insgesamt sechs Änderungen gab es im belarussischen Kader bei der endgültigen Nominierung am 15. Februar. Am schwersten wogen dabei die verletzungsbedingten Ausfälle der beiden NHL-Stürmer Andrej Kaszizyn und Michail Hrabouski, die durch Dsmitryj Mjaleschka und Kanstanzin Sacharau ersetzt wurden. In der Abwehr rutschten Sjarhej Kolassau, Aljaksandr Makryzki, Andrej Karau und Aljaksandr Radsinski für Andrej Antonau, Andrej Baschko, Wadsim Suschko und Aljaksandr Syrej in den Kader.
Offizielle
Betreut wurde die belarussische Olympiaauswahl vom gebürtigen Kasachen Michail Sacharau, der auch gleichzeitig Nationaltrainer der ukrainischen Landesauswahl war. Sacharau war erst seit Ende November 2009 im Amt, nachdem der Kanadier Glen Hanlon von seinem Posten zurückgetreten war. Als Assistenten standen Sacharau der russische Olympiasieger und Weltmeister Andrei Chomutow sowie der Kanadier Dave Lewis, der in der NHL schon die Detroit Red Wings und Boston Bruins als Cheftrainer betreut hatte, zur Seite.
| Angreifer   | Angreifer             | Angreifer             | Angreifer     | Angreifer                                     | Angreifer                                     | Angreifer                                     | Angreifer                                     | Angreifer                                     | Angreifer                                     | Angreifer                                     |
| Nr.         | Name                  | Pos                   | Geburtsdatum  | Sp                                            | T                                             | V                                             | Pkt                                           | SM                                            | +/−                                           | Team                                          |
| ----------- | --------------------- | --------------------- | ------------- | --------------------------------------------- | --------------------------------------------- | --------------------------------------------- | --------------------------------------------- | --------------------------------------------- | --------------------------------------------- | --------------------------------------------- |
| 10          | Aleh Antonenka – A    | LW                    | 1. Juli 1971  | 4                                             | 0                                             | 0                                             | 0                                             | 0                                             | –1                                            | HK Dinamo Minsk (KHL)                         |
| 59          | Sjarhej Dsjamahin     | F                     | 19. Juli 1986 | 4                                             | 0                                             | 1                                             | 1                                             | 2                                             | –1                                            | Neftechimik Nischnekamsk (KHL)                |
| –           | Michail Hrabouski     | C                     | 31. Jan. 1984 | verletzungsbedingte Streichung am 15. Februar | verletzungsbedingte Streichung am 15. Februar | verletzungsbedingte Streichung am 15. Februar | verletzungsbedingte Streichung am 15. Februar | verletzungsbedingte Streichung am 15. Februar | verletzungsbedingte Streichung am 15. Februar | Toronto Maple Leafs (NHL)                     |
| 71          | Aljaksej Kaljuschny   | F                     | 13. Juni 1977 | 4                                             | 3                                             | 1                                             | 4                                             | 2                                             | +3                                            | HK Dynamo Moskau (KHL)                        |
| 28          | Kanstanzin Kalzou – A | RW                    | 17. Apr. 1981 | 4                                             | 0                                             | 2                                             | 2                                             | 0                                             | +4                                            | Salawat Julajew Ufa (KHL)                     |
| –           | Andrej Kaszizyn       | LW                    | 3. Feb. 1985  | verletzungsbedingte Streichung am 15. Februar | verletzungsbedingte Streichung am 15. Februar | verletzungsbedingte Streichung am 15. Februar | verletzungsbedingte Streichung am 15. Februar | verletzungsbedingte Streichung am 15. Februar | verletzungsbedingte Streichung am 15. Februar | Canadiens de Montréal (NHL)                   |
| 74          | Sjarhej Kaszizyn      | LW                    | 20. März 1987 | 4                                             | 2                                             | 3                                             | 5                                             | 0                                             | +2                                            | Canadiens de Montréal (NHL)                   |
| 11          | Aljaksandr Kulakou    | F                     | 15. Mai 1983  | 4                                             | 0                                             | 1                                             | 1                                             | 0                                             | ±0                                            | HK Dinamo Minsk (KHL)                         |
| 8           | Andrej Michaljou      | F                     | 23. Feb. 1978 | 4                                             | 0                                             | 0                                             | 0                                             | 2                                             | –2                                            | HK Dinamo Minsk (KHL)                         |
| 19          | Dsmitryj Mjaleschka   | F                     | 8. Nov. 1982  | 4                                             | 2                                             | 0                                             | 2                                             | 2                                             | –1                                            | HK Dinamo Minsk (KHL)                         |
| 21          | Kanstanzin Sacharau   | F                     | 2. Mai 1985   | 4                                             | 1                                             | 0                                             | 1                                             | 4                                             | –1                                            | HK Dinamo Minsk (KHL)                         |
| 22          | Sjarhej Sadseljonau   | C                     | 27. Feb. 1976 | 4                                             | 0                                             | 0                                             | 0                                             | 0                                             | ±0                                            | HK Dinamo Minsk (KHL)                         |
| 26          | Andrej Stas           | C                     | 18. Okt. 1988 | 4                                             | 0                                             | 0                                             | 0                                             | 2                                             | –3                                            | HK Dinamo Minsk (KHL)                         |
| 18          | Aljaksej Uharau       | F                     | 2. Jan. 1985  | 4                                             | 1                                             | 1                                             | 2                                             | 4                                             | –3                                            | HK MWD Balaschicha (KHL)                      |
| Verteidiger |                       |                       |               |                                               |                                               |                                               |                                               |                                               |                                               |                                               |
| Nr.         | Name                  | Name                  | Geburtsdatum  | Sp                                            | T                                             | V                                             | Pkt                                           | SM                                            | +/−                                           | Team                                          |
| –           | Andrej Antonau        | Andrej Antonau        | 27. Apr. 1985 | Streichung am 15. Februar                     | Streichung am 15. Februar                     | Streichung am 15. Februar                     | Streichung am 15. Februar                     | Streichung am 15. Februar                     | Streichung am 15. Februar                     | HK Schachzjor Salihorsk (Belaruss. Extraliga) |
| –           | Andrej Baschko        | Andrej Baschko        | 23. Mai 1982  | Streichung am 15. Februar                     | Streichung am 15. Februar                     | Streichung am 15. Februar                     | Streichung am 15. Februar                     | Streichung am 15. Februar                     | Streichung am 15. Februar                     | HK Schachzjor Salihorsk (Belaruss. Extraliga) |
| 7           | Uladsimir Dsjanissau  | Uladsimir Dsjanissau  | 19. Juni 1984 | 4                                             | 0                                             | 0                                             | 0                                             | 0                                             | –3                                            | HK Dinamo Minsk (KHL)                         |
| 33          | Andrej Karau          | Andrej Karau          | 12. Feb. 1985 | 4                                             | 0                                             | 0                                             | 0                                             | 2                                             | ±0                                            | HK Dinamo Minsk (KHL)                         |
| 25          | Sjarhej Kolassau      | Sjarhej Kolassau      | 22. Mai 1986  | 4                                             | 0                                             | 0                                             | 0                                             | 0                                             | –2                                            | Grand Rapids Griffins (AHL)                   |
| 43          | Wiktar Kaszjutschonak | Wiktar Kaszjutschonak | 7. Juni 1979  | 4                                             | 0                                             | 1                                             | 1                                             | 2                                             | +1                                            | HK Spartak Moskau (KHL)                       |
| 4           | Aljaksandr Makryzki   | Aljaksandr Makryzki   | 11. Aug. 1971 | 4                                             | 0                                             | 0                                             | 0                                             | 4                                             | –1                                            | HK Dinamo Minsk (KHL)                         |
| 52          | Aljaksandr Radsinski  | Aljaksandr Radsinski  | 1. Apr. 1978  | 4                                             | 0                                             | 1                                             | 1                                             | 2                                             | ±0                                            | HK Dinamo Minsk (KHL)                         |
| 24          | Ruslan Salej – C      | Ruslan Salej – C      | 2. Nov. 1974  | 4                                             | 1                                             | 0                                             | 1                                             | 0                                             | +2                                            | Colorado Avalanche (NHL)                      |
| 5           | Mikalaj Stassenka     | Mikalaj Stassenka     | 15. Feb. 1987 | 4                                             | 0                                             | 3                                             | 3                                             | 2                                             | +1                                            | Amur Chabarowsk (KHL)                         |
| –           | Wadsim Suschko        | Wadsim Suschko        | 27. Apr. 1986 | Streichung am 15. Februar                     | Streichung am 15. Februar                     | Streichung am 15. Februar                     | Streichung am 15. Februar                     | Streichung am 15. Februar                     | Streichung am 15. Februar                     | HK Schachzjor Salihorsk (Belaruss. Extraliga) |
| –           | Aljaksandr Syrej      | Aljaksandr Syrej      | 26. Aug. 1988 | Streichung am 15. Februar                     | Streichung am 15. Februar                     | Streichung am 15. Februar                     | Streichung am 15. Februar                     | Streichung am 15. Februar                     | Streichung am 15. Februar                     | HK Schachzjor Salihorsk (Belaruss. Extraliga) |

| Torhüter | Torhüter        | Torhüter      | Torhüter | Torhüter | Torhüter | Torhüter | Torhüter | Torhüter | Torhüter | Torhüter | Torhüter                         | Torhüter |
| Nr.      | Name            | Geburtsdatum  | Sp       | S        | N        | Min      | GT       | SO       | Sv%      | GTS      | Team                             |          |
| -------- | --------------- | ------------- | -------- | -------- | -------- | -------- | -------- | -------- | -------- | -------- | -------------------------------- | -------- |
| 1        | Wital Kowal     | 31. März 1980 | 2        | 1        | 1        | 120:00   | 8        | 0        | 90,59    | 4,00     | HK Dinamo Minsk (KHL)            |          |
| 37       | Maksim Maljuzin | 16. Sep. 1988 | –        | –        | –        | –        | –        | –        | –        | –        | HK Wizebsk (Belaruss. Extraliga) |          |
| 31       | Andrej Mesin    | 8. Juli 1974  | 2        | 0        | 2        | 130:00   | 7        | 0        | 91,36    | 3,23     | HK Dinamo Minsk (KHL)            |          |

| Offizielle        | Offizielle   | Offizielle         | Offizielle    |
| Position          |              | Name               | Geburtsdatum  |
| ----------------- | ------------ | ------------------ | ------------- |
| Cheftrainer       | Belarus 1995 | Michail Sacharau   | 22. Jan. 1962 |
| Assistenztrainer  | Russland     | Andrei Chomutow    | 21. Apr. 1961 |
| Assistenztrainer  | Kanada       | Dave Lewis         | 3. Juli 1953  |
| Mannschaftsführer | Russland     | Sergei Gontscharow | 31. Jan. 1959 |

## DeutschlandDeutschland
Der Kader des deutschen Teams wurde am 30. Dezember 2009 bekannt gegeben. Der Bundestrainer Uwe Krupp berief dabei – neben drei Torhütern – acht Verteidiger und zwölf Angreifer in das Aufgebot. Allerdings wurde am 21. Januar 2010 bekanntgegeben, dass das Team mit 26 Akteuren nach Vancouver anreisen werde, um mögliche Verletzungen kurzfristig kompensieren zu können.
Aufgebot

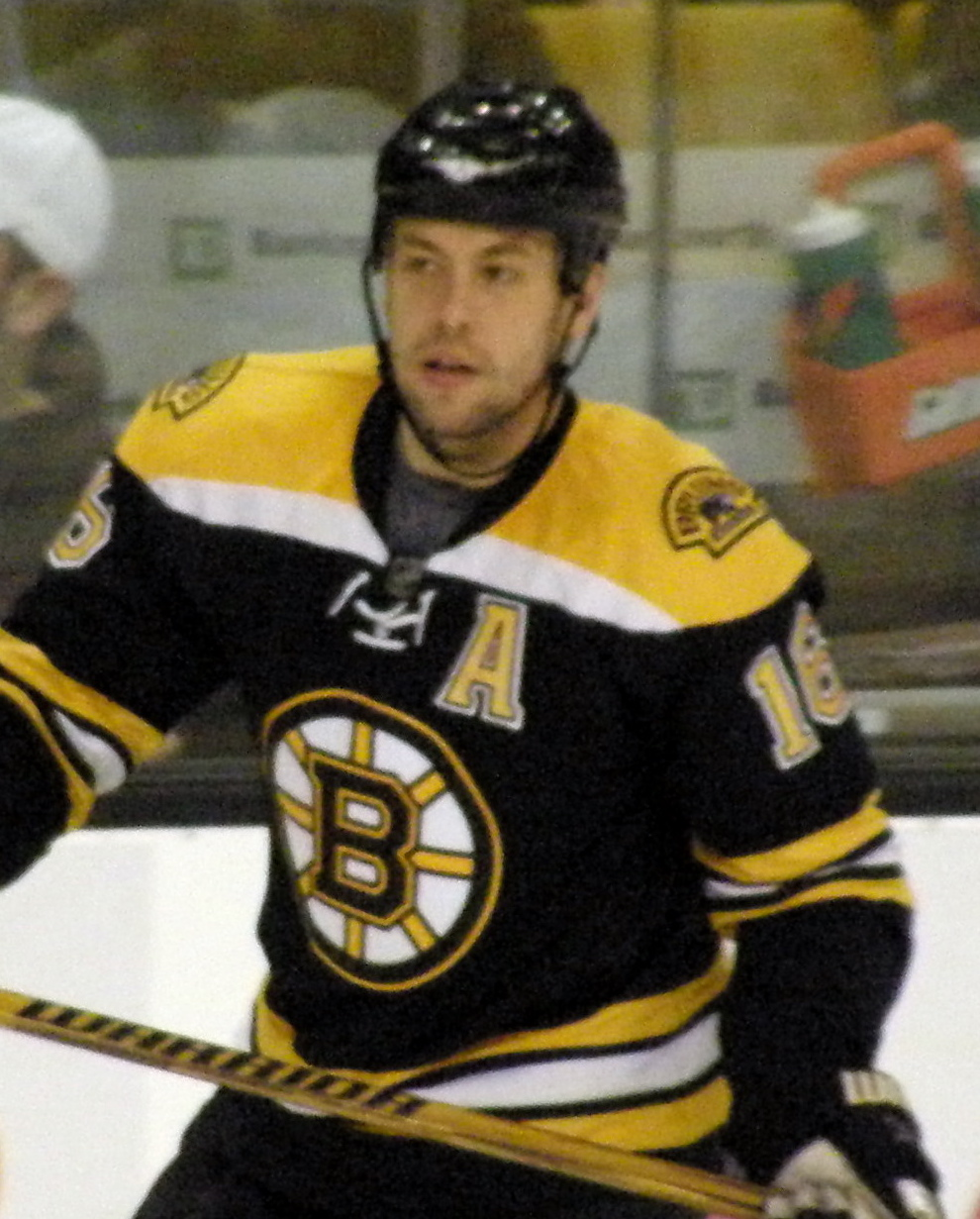
Marco Sturm führte das deutsche Aufgebot an

Nach dem schwachen Abschneiden Deutschlands bei der Weltmeisterschaft 2009 schickte der Deutsche Eishockey-Bund einen in großen Teilen veränderten Kader in die Olympischen Winterspiele. So gehörten lediglich zehn Spieler dem Kader an, die im April 2009 bei der Weltmeisterschaft aufliefen, und nur sieben, die an den Olympischen Winterspielen 2006 teilnahmen. Die prominentesten Spieler im Kader waren die NHL-Akteure Marco Sturm von den Boston Bruins, Jochen Hecht von den Buffalo Sabres und Christian Ehrhoff von den Vancouver Canucks. Sie bildeten auf ihrer jeweiligen Position das Herzstück des Teams. Des Weiteren kamen mit Dennis Seidenberg, Marcel Goc, Alexander Sulzer und Thomas Greiss weitere NHL-Spieler hinzu sowie zunächst auch Philip Gogulla von den Portland Pirates aus der American Hockey League. Den größten Teil des Aufgebots machten allerdings Spieler aus der Deutschen Eishockey Liga aus. Allein ein Viertel der 16 DEL-Spieler standen beim ERC Ingolstadt unter Vertrag, der damit das größte Kontingent stellte. Dennoch verfügten auch diese über ausreichend Erfahrung. Dimitri Pätzold, Jason Holland, Chris Schmidt und John Tripp waren ebenfalls schon in der NHL aktiv und die Stürmer Thomas Greilinger, Michael Wolf und Marcel Müller gehörten zu den Topscorern der DEL. Der jüngste Spieler im Kader war Verteidiger Korbinian Holzer.
Teilnehmer mit Olympiaerfahrung

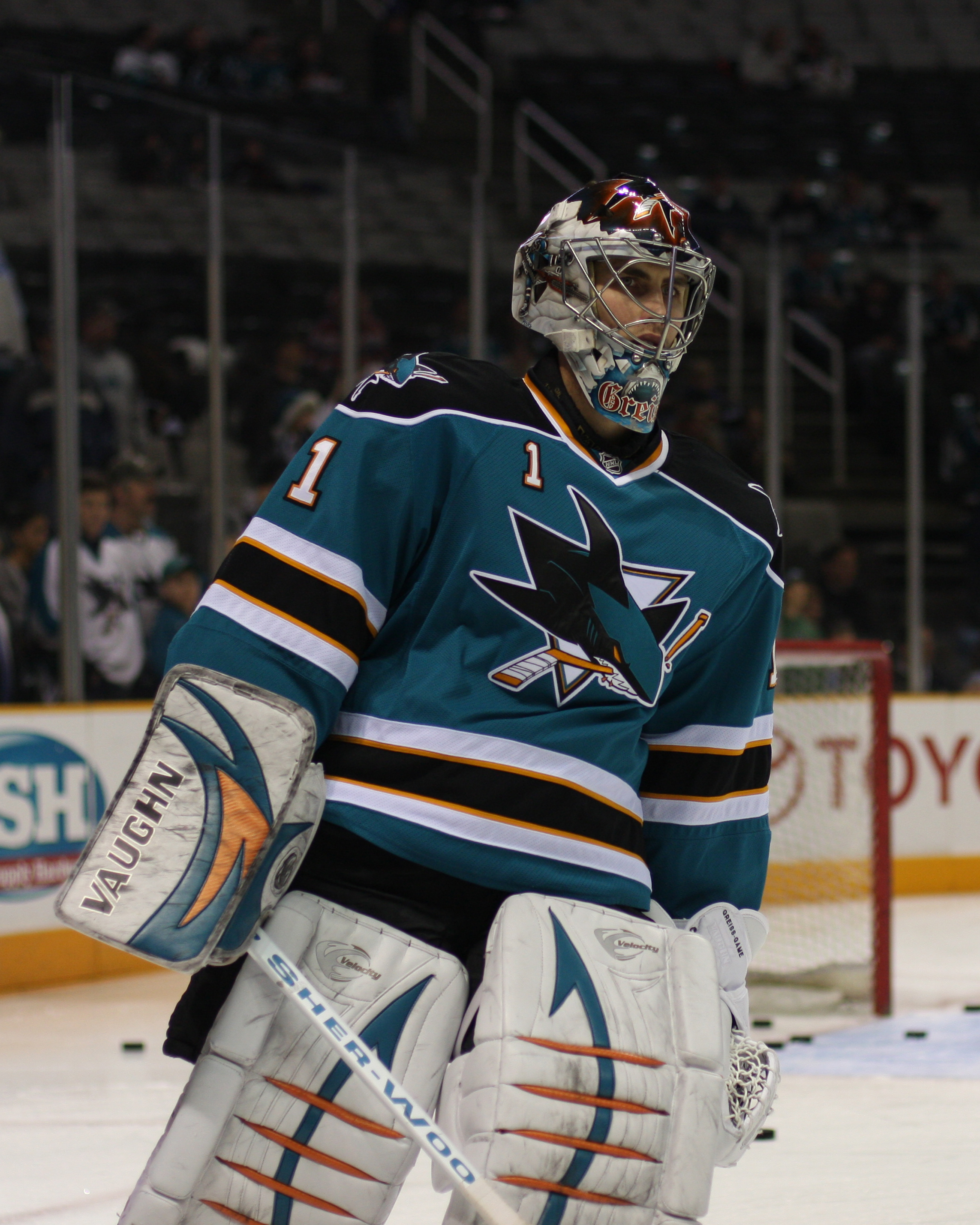
Thomas Greiss war einer von drei Torhütern im Kader

Acht Deutsche hatten bereits an Olympischen Winterspielen teilgenommen – Thomas Greiss, Christian Ehrhoff, Dennis Seidenberg, Marco Sturm, Alexander Sulzer, Marcel Goc, Jochen Hecht und Sven Felski. Ehrhoff und Seidenberg waren, ebenso wie Sturm und Hecht, schon bei zwei olympischen Eishockeyturnieren vertreten. Während die ersten beiden 2002 und 2006 im Kader standen, spielten Sturm und Hecht 2002 und als einzige Deutsche auch schon 1998 in Nagano. Auch für die Olympischen Winterspiele 2006 waren beide nominiert, mussten ihre Teilnahme aber wegen einer Verletzung absagen.
Absagen und Nicht-Berücksichtigungen
Wie wenige Wochen vor der Bekanntgabe in einem Interview angekündigt, verzichtete Krupp im vorläufigen Aufgebot zunächst auf einige Akteure aus der NHL, die in ihren Teams nur eine untergeordnete Rolle spielten, und griff auf Spieler aus der nationalen Liga zurück. So wurden die erfahrenen Jochen Hecht von den Buffalo Sabres und Christoph Schubert von den Atlanta Thrashers vorerst nicht nominiert. Diese Spieler wurden aber ebenso wie zehn weitere in den zwölfköpfigen Reservekader berufen, dessen Spieler bis zum 15. Februar auf Abruf bereitstanden. Darin befinden sich unter anderem auch Rob Zepp und Sven Butenschön. Weitere in Nordamerika tätige Spieler wie Felix Schütz und Robert Dietrich fanden auch darin keine Berücksichtigung; ebenso nicht Dimitrij Kotschnew und Eduard Lewandowski, die in der Kontinentalen Hockey-Liga unter Vertrag standen. Der seit März 2008 unter Dopingverdacht stehende Florian Busch von den Eisbären Berlin war vom Bundestrainer ebenfalls nicht im vorläufigen 35-köpfigen Aufgebot aufgeführt worden, bekam aber eine Woche nach Bekanntgabe des Kaders in Aussicht gestellt, dass er bei einer Freigabe durch die Nationale Anti-Doping Agentur NADA noch Chancen auf eine Nominierung habe. Am 19. Januar 2010 gab DEB-Sportdirektor Franz Reindl den endgültigen Verzicht auf Busch bekannt, der kurz zuvor wieder in den Testpool der NADA aufgenommen worden war. Die Absage begründete er damit, dass eine Ausnahmegenehmigung durch den Deutschen Olympischen Sportbund DOSB nicht fristgerecht hätte ausgestellt werden können.
Nachnominierungen
Jochen Hecht wurde letztlich aber am 21. Januar 2010 in das definitive Aufgebot aufgenommen. Er nahm den Platz von Philip Gogulla ein. Ebenso wurden am Tag der definitiven Bekanntgabe des Kaders Jason Holland und Alexander Barta durch Sven Butenschön und Kai Hospelt ersetzt.
Offizielle
Der Betreuerstab der deutschen Auswahl setzte sich aus vier ehemaligen Spielern zusammen. An dessen Spitze stand Uwe Krupp, der als erster Deutscher den Stanley Cup gewann. Er bekleidete das Amt des Bundestrainers seit Dezember 2005 und führte die Deutschen im ersten Jahr seiner Tätigkeit aus der Division I zurück in die Weltgruppe. Als sein Assistent fungierte Ernst Höfner, der jahrelang in Deutschlands höchster Spielklasse aktiv war und gleichzeitig bei den deutschen U20-Junioren als Hauptverantwortlicher hinter der Bande agierte. Franz Reindl bekleidete – wie bei Weltmeisterschaften auch – die Position des sogenannten General Managers. Reindl war seit 1992 als Sportdirektor des Deutschen Eishockey-Bundes tätig.
| Angreifer   | Angreifer             | Angreifer             | Angreifer     | Angreifer                                    | Angreifer                                    | Angreifer                                    | Angreifer                                    | Angreifer                                    | Angreifer                                    | Angreifer                     |
| Nr.         | Name                  | Pos                   | Geburtsdatum  | Sp                                           | T                                            | V                                            | Pkt                                          | SM                                           | +/−                                          | Team                          |
| ----------- | --------------------- | --------------------- | ------------- | -------------------------------------------- | -------------------------------------------- | -------------------------------------------- | -------------------------------------------- | -------------------------------------------- | -------------------------------------------- | ----------------------------- |
| –           | Alexander Barta       | C                     | 2. Feb. 1983  | ersetzt durch Kai Hospelt am 15. Februar     | ersetzt durch Kai Hospelt am 15. Februar     | ersetzt durch Kai Hospelt am 15. Februar     | ersetzt durch Kai Hospelt am 15. Februar     | ersetzt durch Kai Hospelt am 15. Februar     | ersetzt durch Kai Hospelt am 15. Februar     | Hamburg Freezers (DEL)        |
| 11          | Sven Felski – A       | LW                    | 18. Nov. 1974 | 4                                            | 0                                            | 0                                            | 0                                            | 2                                            | ±0                                           | Eisbären Berlin (DEL)         |
| 57          | Marcel Goc            | C                     | 24. Aug. 1983 | 4                                            | 2                                            | 1                                            | 3                                            | 0                                            | –1                                           | Nashville Predators (NHL)     |
| –           | Philip Gogulla        | LW                    | 31. Juli 1987 | ersetzt durch Jochen Hecht am 21. Januar     | ersetzt durch Jochen Hecht am 21. Januar     | ersetzt durch Jochen Hecht am 21. Januar     | ersetzt durch Jochen Hecht am 21. Januar     | ersetzt durch Jochen Hecht am 21. Januar     | ersetzt durch Jochen Hecht am 21. Januar     | Portland Pirates (AHL)        |
| 39          | Thomas Greilinger     | LW                    | 6. Aug. 1981  | 4                                            | 0                                            | 0                                            | 0                                            | 2                                            | –2                                           | ERC Ingolstadt (DEL)          |
| 17          | Jochen Hecht          | C                     | 21. Juni 1977 | 4                                            | 0                                            | 1                                            | 1                                            | 2                                            | –2                                           | Buffalo Sabres (NHL)          |
| 18          | Kai Hospelt           | F                     | 23. Aug. 1985 | 4                                            | 0                                            | 1                                            | 1                                            | 2                                            | –4                                           | Grizzly Adams Wolfsburg (DEL) |
| 9           | Manuel Klinge         | RW                    | 5. Sep. 1984  | 4                                            | 1                                            | 0                                            | 1                                            | 0                                            | –6                                           | Kassel Huskies (DEL)          |
| 25          | Marcel Müller         | LW                    | 10. Juli 1988 | 4                                            | 0                                            | 2                                            | 2                                            | 12                                           | –5                                           | Kölner Haie (DEL)             |
| 15          | Travis James Mulock   | C                     | 25. Juni 1985 | 4                                            | 0                                            | 0                                            | 0                                            | 2                                            | –3                                           | Eisbären Berlin (DEL)         |
| 24          | André Rankel          | RW                    | 27. Aug. 1985 | 4                                            | 0                                            | 1                                            | 1                                            | 0                                            | ±0                                           | Eisbären Berlin (DEL)         |
| 19          | Marco Sturm – C       | LW                    | 8. Sep. 1978  | 4                                            | 0                                            | 1                                            | 1                                            | 0                                            | –2                                           | Boston Bruins (NHL)           |
| 21          | John Tripp            | RW                    | 4. Mai 1977   | 4                                            | 1                                            | 0                                            | 1                                            | 2                                            | ±0                                           | Hamburg Freezers (DEL)        |
| 16          | Michael Wolf          | RW                    | 24. Jan. 1981 | 4                                            | 0                                            | 0                                            | 0                                            | 2                                            | –2                                           | Iserlohn Roosters (DEL)       |
| Verteidiger |                       |                       |               |                                              |                                              |                                              |                                              |                                              |                                              |                               |
| Nr.         | Name                  | Name                  | Geburtsdatum  | Sp                                           | T                                            | V                                            | Pkt                                          | SM                                           | +/−                                          | Team                          |
| 2           | Michael Bakos         | Michael Bakos         | 2. März 1979  | 4                                            | 0                                            | 0                                            | 0                                            | 0                                            | –2                                           | ERC Ingolstadt (DEL)          |
| 6           | Sven Butenschön       | Sven Butenschön       | 22. März 1976 | 4                                            | 0                                            | 0                                            | 0                                            | 2                                            | –1                                           | Adler Mannheim (DEL)          |
| 10          | Christian Ehrhoff     | Christian Ehrhoff     | 6. Juli 1982  | 4                                            | 0                                            | 0                                            | 0                                            | 4                                            | –1                                           | Vancouver Canucks (NHL)       |
| 38          | Jakub Ficenec         | Jakub Ficenec         | 11. Feb. 1977 | 4                                            | 0                                            | 0                                            | 0                                            | 4                                            | –5                                           | ERC Ingolstadt (DEL)          |
| –           | Jason Holland         | Jason Holland         | 30. Apr. 1976 | ersetzt durch Sven Butenschön am 15. Februar | ersetzt durch Sven Butenschön am 15. Februar | ersetzt durch Sven Butenschön am 15. Februar | ersetzt durch Sven Butenschön am 15. Februar | ersetzt durch Sven Butenschön am 15. Februar | ersetzt durch Sven Butenschön am 15. Februar | DEG Metro Stars (DEL)         |
| 5           | Korbinian Holzer      | Korbinian Holzer      | 16. Feb. 1988 | 4                                            | 0                                            | 0                                            | 0                                            | 2                                            | –1                                           | DEG Metro Stars (DEL)         |
| 7           | Chris Schmidt         | Chris Schmidt         | 1. März 1976  | 4                                            | 0                                            | 1                                            | 1                                            | 2                                            | –2                                           | Adler Mannheim (DEL)          |
| 84          | Dennis Seidenberg – A | Dennis Seidenberg – A | 18. Juli 1981 | 4                                            | 1                                            | 0                                            | 1                                            | 2                                            | ±0                                           | Florida Panthers (NHL)        |
| 52          | Alexander Sulzer      | Alexander Sulzer      | 30. Mai 1984  | 4                                            | 0                                            | 0                                            | 0                                            | 4                                            | –6                                           | Nashville Predators (NHL)     |

| Torhüter | Torhüter        | Torhüter      | Torhüter | Torhüter | Torhüter | Torhüter | Torhüter | Torhüter | Torhüter | Torhüter | Torhüter                 | Torhüter |
| Nr.      | Name            | Geburtsdatum  | Sp       | S        | N        | Min      | GT       | SO       | Sv%      | GTS      | Team                     |          |
| -------- | --------------- | ------------- | -------- | -------- | -------- | -------- | -------- | -------- | -------- | -------- | ------------------------ | -------- |
| 44       | Dennis Endras   | 14. Juli 1985 | –        | –        | –        | –        | –        | –        | –        | –        | Augsburger Panther (DEL) |          |
| 1        | Thomas Greiss   | 29. Jan. 1986 | 3        | 0        | 3        | 178:51   | 15       | 0        | 81,48    | 5,03     | San Jose Sharks (NHL)    |          |
| 32       | Dimitri Pätzold | 3. Feb. 1983  | 1        | 0        | 1        | 60:00    | 5        | 0        | 85,71    | 5,00     | ERC Ingolstadt (DEL)     |          |

| Offizielle        | Offizielle  | Offizielle   | Offizielle    |
| Position          |             | Name         | Geburtsdatum  |
| ----------------- | ----------- | ------------ | ------------- |
| Cheftrainer       | Deutschland | Uwe Krupp    | 24. Juni 1965 |
| Assistenztrainer  | Deutschland | Ernst Höfner | 21. Sep. 1957 |
| General Manager   | Deutschland | Franz Reindl | 24. Nov. 1954 |
| Mannschaftsführer | Deutschland | Klaus Merk   | 26. Apr. 1967 |

## FinnlandFinnland
Finnland gab seinen Kader für das olympische Eishockeyturnier am 30. Dezember 2009 bekannt. Seitens des finnischen Verbandes wurden 13 Angreifer, sieben Verteidiger und drei Torwarte nominiert. Mit Ville Peltonen stammte der finnische Fahnenträger bei der Eröffnungsfeier aus den Reihen des Aufgebots.
Aufgebot

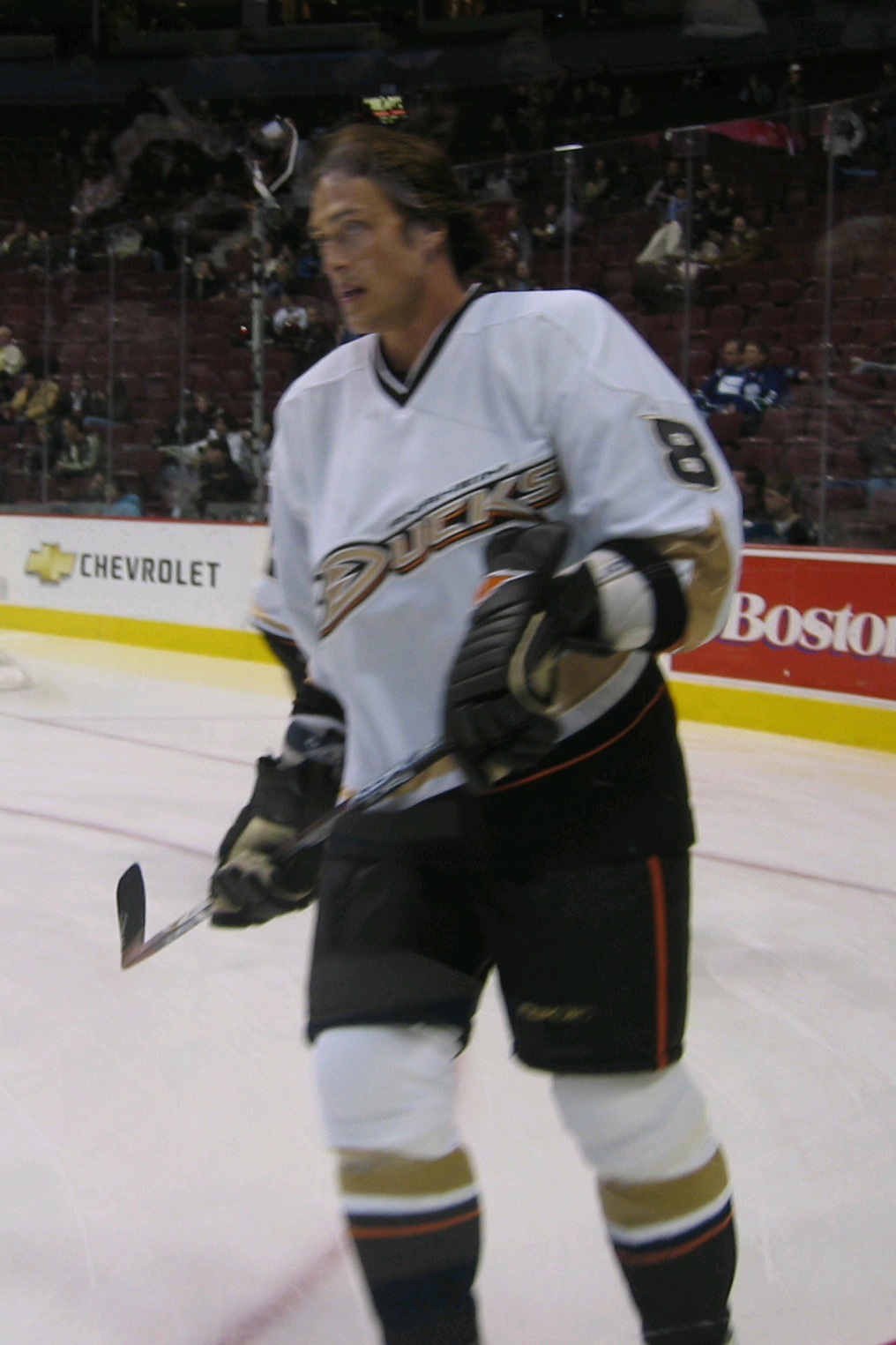
Teemu Selänne war einzige Akteur, der schon 1992 bei Olympia spielte

Im Vergleich zur Weltmeisterschaft 2009 standen nur sechs Spieler im Kader des Silbermedaillengewinners von Turin. Dafür waren aber 15 Spieler zurückgekehrt, die 2006 im Finale den Schweden unterlagen. Angeführt wurde die Mannschaft von den erfahrenen Spielern Teemu Selänne, Jere Lehtinen, Saku Koivu, Ville Peltonen, Kimmo Timonen und Sami Salo, die vor allem durch ein starkes Torhüter-Trio um Niklas Bäckström, Miikka Kiprusoff und Antero Niittymäki unterstützt wurden. Dazu kamen einige hoffnungsvolle junge Spieler. Hauptsächlich setzten sich die Nominierten aus Akteuren zusammen, die in der National Hockey League unter Vertrag standen; sie machten allein 18 der 23 Teilnehmer aus. Vier Spieler waren in der Kontinentalen Hockey-Liga aktiv sowie ein weiterer in der schwedischen Elitserien. Überraschenderweise wurde kein Spieler aus der nationalen SM-liiga ins Aufgebot berufen. Mit Saku und Mikko Koivu sowie Jarkko und Tuomo Ruutu stellten die Finnen zwei von insgesamt sechs Brüderpaaren des olympischen Eishockeyturniers.
Teilnehmer mit Olympiaerfahrung
Mit Teemu Selänne und Jere Lehtinen bestritten zwei Finnen bereits ihre fünften Olympischen Spiele. Während Lehtinen neben dem Silbermedaillengewinn 2006 in Turin auch eine Bronzemedaille bei den Olympischen Winterspielen 1994 in Lillehammer gewann, war Selänne der einzige Akteur des gesamten Turniers, der schon bei den Olympischen Winterspielen 1992 in Albertville zum Kader der Finnen gehörte. Ville Peltonen, Saku Koivu und Kimmo Timonen liefen in ihren vierten Winterspielen auf.
Absagen und Nicht-Berücksichtigungen
Bei der Nominierung keine Beachtung fanden im Sturm Jussi Jokinen von den Carolina Hurricanes, Ville Leino von den Philadelphia Flyers und Hannes Hyvönen vom HK Dinamo Minsk. Auch auf der stark besetzten Position im Tor hatten Pekka Rinne und Tuukka Rask das Nachsehen. Der erfahrene Petteri Nummelin wurde ebenso nicht nominiert.
Offizielle
Der finnische Cheftrainer Jukka Jalonen war erst seit Sommer 2008 im Amt und beerbte den Kanadier Doug Shedden. Bei seinem einzigen großen Turnier belegte er bei der Weltmeisterschaft 2009 den fünften Rang.
| Angreifer   | Angreifer         | Angreifer         | Angreifer     | Angreifer | Angreifer | Angreifer | Angreifer | Angreifer | Angreifer | Angreifer                 |
| Nr.         | Name              | Pos               | Geburtsdatum  | Sp        | T         | V         | Pkt       | SM        | +/−       | Team                      |
| ----------- | ----------------- | ----------------- | ------------- | --------- | --------- | --------- | --------- | --------- | --------- | ------------------------- |
| 51          | Valtteri Filppula | C                 | 20. März 1984 | 6         | 3         | 0         | 3         | 0         | +1        | Detroit Red Wings (NHL)   |
| 10          | Niklas Hagman     | LW                | 5. Dez. 1979  | 6         | 4         | 2         | 6         | 2         | –3        | Calgary Flames (NHL)      |
| 62          | Jarkko Immonen    | C                 | 19. Apr. 1982 | 6         | 0         | 0         | 0         | 0         | ±0        | Ak Bars Kasan (KHL)       |
| 12          | Olli Jokinen      | C                 | 5. Dez. 1978  | 6         | 3         | 1         | 4         | 2         | +1        | New York Rangers (NHL)    |
| 39          | Niko Kapanen      | C                 | 29. Apr. 1978 | 6         | 0         | 2         | 2         | 0         | ±0        | Ak Bars Kasan (KHL)       |
| 9           | Mikko Koivu       | C                 | 12. März 1983 | 6         | 0         | 4         | 4         | 2         | ±0        | Minnesota Wild (NHL)      |
| 11          | Saku Koivu – C    | C                 | 23. Nov. 1974 | 6         | 0         | 2         | 2         | 6         | +1        | Anaheim Ducks (NHL)       |
| 26          | Jere Lehtinen     | RW                | 24. Juni 1973 | 6         | 0         | 0         | 0         | 0         | –1        | Dallas Stars (NHL)        |
| 20          | Antti Miettinen   | RW                | 3. Juli 1980  | 6         | 1         | 0         | 1         | 0         | –3        | Minnesota Wild (NHL)      |
| 16          | Ville Peltonen    | LW                | 24. Mai 1973  | 6         | 0         | 1         | 1         | 2         | +3        | HK Dinamo Minsk (KHL)     |
| 37          | Jarkko Ruutu      | RW                | 23. Aug. 1975 | 6         | 2         | 1         | 3         | 14        | +3        | Ottawa Senators (NHL)     |
| 15          | Tuomo Ruutu       | C                 | 16. Feb. 1983 | 6         | 1         | 0         | 1         | 2         | –1        | Carolina Hurricanes (NHL) |
| 8           | Teemu Selänne – A | RW                | 3. Juli 1970  | 6         | 0         | 2         | 2         | 0         | –1        | Anaheim Ducks (NHL)       |
| Verteidiger |                   |                   |               |           |           |           |           |           |           |                           |
| Nr.         | Name              | Name              | Geburtsdatum  | Sp        | T         | V         | Pkt       | SM        | +/−       | Team                      |
| 5           | Lasse Kukkonen    | Lasse Kukkonen    | 18. Sep. 1981 | 6         | 0         | 1         | 1         | 4         | +1        | HK Awangard Omsk (KHL)    |
| 18          | Sami Lepistö      | Sami Lepistö      | 17. Okt. 1984 | 6         | 0         | 1         | 1         | 6         | –3        | Phoenix Coyotes (NHL)     |
| 32          | Toni Lydman       | Toni Lydman       | 25. Sep. 1977 | 6         | 0         | 0         | 0         | 2         | +1        | Buffalo Sabres (NHL)      |
| 21          | Janne Niskala     | Janne Niskala     | 22. Sep. 1981 | 6         | 0         | 2         | 2         | 2         | –2        | Frölunda HC (Elitserien)  |
| 25          | Joni Pitkänen     | Joni Pitkänen     | 19. Sep. 1983 | 5         | 1         | 2         | 3         | 29        | –1        | Carolina Hurricanes (NHL) |
| 6           | Sami Salo         | Sami Salo         | 2. Sep. 1974  | 6         | 1         | 1         | 2         | 4         | +2        | Vancouver Canucks (NHL)   |
| 44          | Kimmo Timonen – A | Kimmo Timonen – A | 18. März 1975 | 6         | 2         | 2         | 4         | 2         | +2        | Philadelphia Flyers (NHL) |

| Torhüter | Torhüter          | Torhüter      | Torhüter | Torhüter | Torhüter | Torhüter | Torhüter | Torhüter | Torhüter | Torhüter | Torhüter                  | Torhüter |
| Nr.      | Name              | Geburtsdatum  | Sp       | S        | N        | Min      | GT       | SO       | Sv%      | GTS      | Team                      |          |
| -------- | ----------------- | ------------- | -------- | -------- | -------- | -------- | -------- | -------- | -------- | -------- | ------------------------- | -------- |
| 33       | Niklas Bäckström  | 13. Feb. 1978 | 2        | 1        | 0        | 109:52   | 2        | 1        | 95,24    | 1,09     | Minnesota Wild (NHL)      |          |
| 34       | Miikka Kiprusoff  | 26. Okt. 1976 | 5        | 3        | 2        | 250:08   | 11       | 1        | 89,42    | 2,64     | Calgary Flames (NHL)      |          |
| 30       | Antero Niittymäki | 18. Juni 1980 | –        | –        | –        | –        | –        | –        | –        | –        | Tampa Bay Lightning (NHL) |          |

| Offizielle       | Offizielle | Offizielle    | Offizielle   |
| Position         |            | Name          | Geburtsdatum |
| ---------------- | ---------- | ------------- | ------------ |
| Cheftrainer      | Finnland   | Jukka Jalonen | 2. Nov. 1962 |
| Assistenztrainer | Finnland   | Risto Dufva   | 1. Mai 1963  |
| Assistenztrainer | Finnland   | Timo Lehkonen | 8. Jan. 1966 |

## KanadaKanada
Der provisorische Kader des Topfavoriten Kanada wurde am 30. Dezember 2009 bekannt gegeben – die Präsentation des Kaders mutierte in Kanada zu einem Ereignis von nationalem Ausmaß. Die Suche der 23 geeignetsten Kanadier für die Olympischen Winterspiele bedeutete für General Manager Steve Yzerman eine Reise durch die Arenen der 30 Franchises der National Hockey League, da kein anderes der zwölf Teams bei Olympia aus einer ähnlich großen Anzahl von Spielern wählen konnte. Letztlich wurden drei Torhüter, sieben Verteidiger und 13 Stürmer nominiert. Zunächst war Anfang November 2009 die Präsentation des Kaders auf den 31. Dezember – im Rahmen des prestigeträchtigen Duells zwischen Kanada und den Vereinigten Staaten bei der U20-Junioren-Weltmeisterschaft – terminiert worden, allerdings dann auf den 30. Dezember vorverlegt worden, da die Partie nicht zum Rahmenprogramm der Präsentation degradiert werden sollte.
Aufgebot

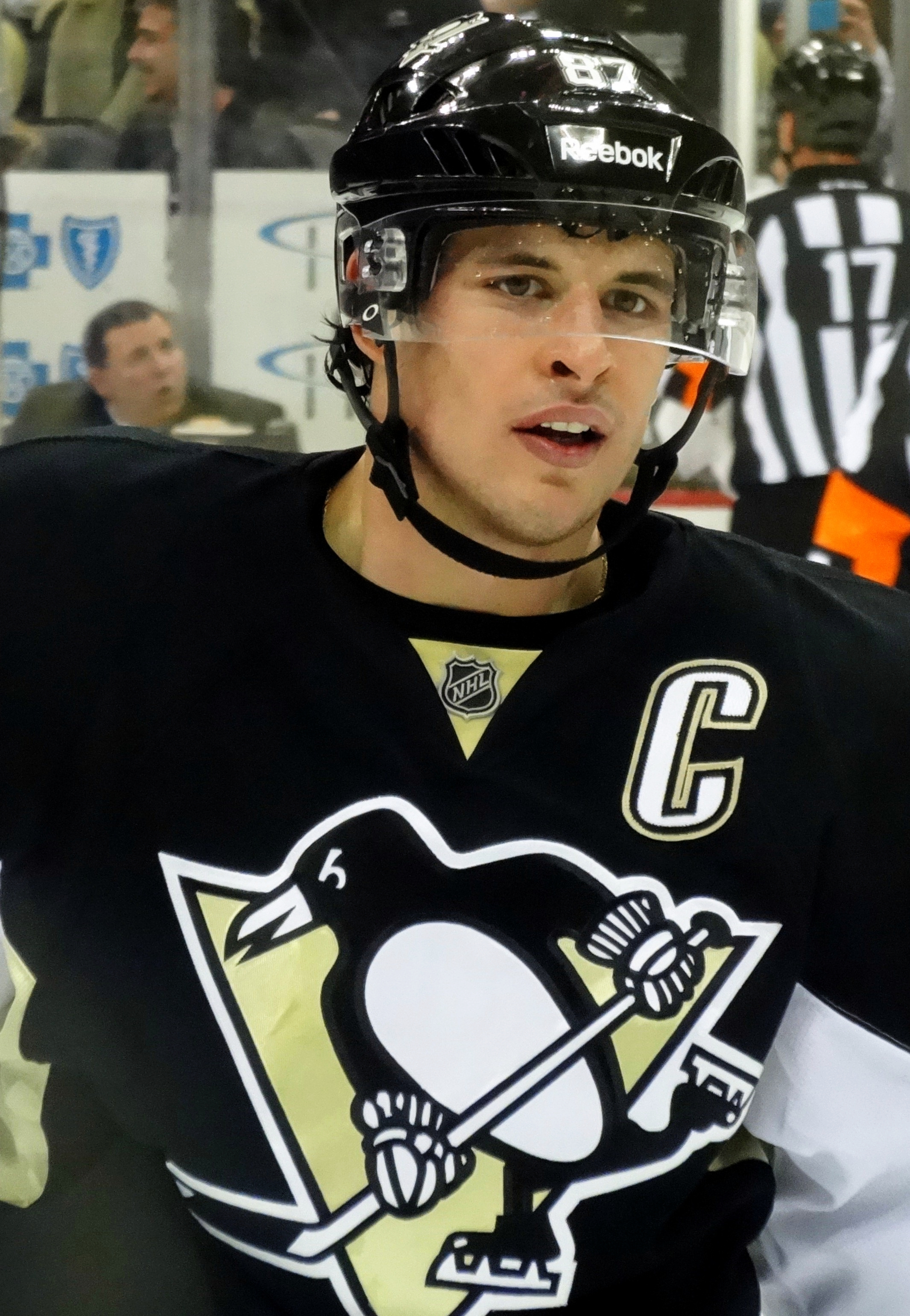
Sidney Crosby sollte Kanada zum Olympiasieg führen

Für den Gewinn der Goldmedaille setzte der kanadische Verband Hockey Canada auf eine Mischung aus erfahrenen Spielern, die bereits bei den vorangegangenen olympischen Eishockeyturnieren überzeugt hatten, und jungen Talenten. Allen voran stand Sidney Crosby von den Pittsburgh Penguins im Angriff. Dazu gesellten sich Jarome Iginla, in der Defensive Scott Niedermayer und Chris Pronger sowie Martin Brodeur im Tor. Des Weiteren versuchten die Kanadier mit der Bildung von Pärchen möglichst schnell zu Spielverständnis zwischen den einzelnen Akteuren zu kommen. So stammten die Verteidiger Duncan Keith und Brent Seabrook von den Chicago Blackhawks, Ryan Getzlaf und Corey Perry spielten gemeinsam bei den Anaheim Ducks und das Trio um Joe Thornton, Patrick Marleau und Dany Heatley bildete eine Sturmreihe bei den San Jose Sharks. Die Sharks stellten zugleich mit insgesamt vier Spielern die meisten Nominierten. Die größten Überraschungen der Nominierung waren im Angriff Patrice Bergeron, der als einziger Nominierter nicht am Sommertrainingslager des Verbandes mit 46 Spielern teilnahm, der 20-jährige Verteidiger Drew Doughty und Brent Seabrook. Zum Mannschaftskapitän wurde am Tag der Präsentation Verteidiger Scott Niedermayer ernannt, dem Chris Pronger, Jarome Iginla und Sidney Crosby assistierten.
Teilnehmer mit Olympiaerfahrung

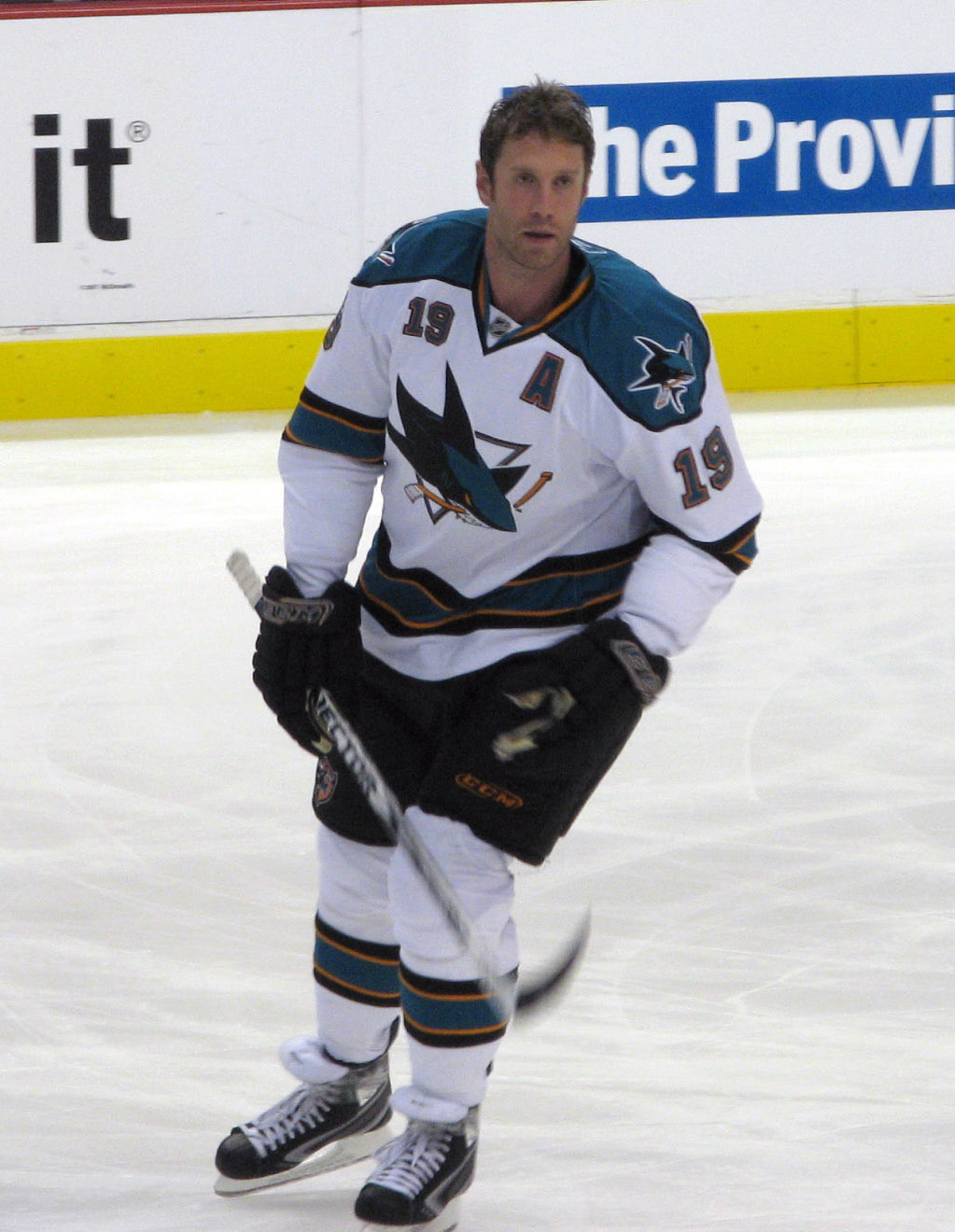
Joe Thornton war einer von vier Nominierten der San Jose Sharks

Aus dem Team, das bei den Olympischen Winterspielen 2006 in Turin mit dem siebten Platz enttäuschte, standen lediglich sieben Spieler im Kader. Allerdings kamen mit Chris Pronger und Scott Niedermayer zwei Mitglieder des Triple Gold Clubs hinzu. Martin Brodeur gehörte zur Mannschaft, die bei den Olympischen Winterspielen 2002 die 50-jährige Durststrecke der Kanadier mit der olympischen Goldmedaille im Eishockey beendete.
Absagen und Nicht-Berücksichtigungen
Aufgrund der großen Kandidatenliste für die 23 freien Plätze wurden einige Spieler, die sich berechtigte Hoffnungen auf eine Nominierung gemacht hatten, nicht in den Kader berufen. So mussten in der Verteidigung Mike Green, Dion Phaneuf und Jay Bouwmeester eine Absage hinnehmen. Im Angriff erhielten unter anderem Vincent Lecavalier, Jeff Carter, Shane Doan und Martin St. Louis keine Einladung. General Manager Steve Yzerman gab allerdings im Vorfeld bereits bekannt, dass er einigen Spielern mitteilen werde, sich kurzfristig bereitzuhalten, falls ein nominierter Akteur ausfiele.
Offizielle
Mit dem wohl prominentesten Trainerstab ging die kanadische Auswahl in das olympische Eishockeyturnier. Eigens für das Turnier wurde der Cheftrainer der Detroit Red Wings aus der NHL, Mike Babcock, im Juni 2009 zum Hauptverantwortlichen für das kanadische Team ernannt. Babcock gehörte zu den erfolgreichsten Trainern der letzten Jahre auf dem nordamerikanischen Kontinent. In der Saison 2007/08 gewann sein Team den Stanley Cup und in der Spielzeit 2008/09 scheiterte es im Finale. Babcock zur Seite standen Ken Hitchcock, Jacques Lemaire – ebenfalls Gewinner des Stanley Cups – und Lindy Ruff. Allesamt waren erfahrene Trainerpersönlichkeiten in der NHL und betreuten in der Saison 2009/10 jeweils ein Team als Cheftrainer. Die Position des General Managers übte der langjährige NHL-Spieler Steve Yzerman aus, der als Spieler dreimal den Stanley Cup gewann und Mitglied der Olympiasieger-Mannschaft von 2002 war.
| Angreifer   | Angreifer             | Angreifer             | Angreifer     | Angreifer | Angreifer | Angreifer | Angreifer | Angreifer | Angreifer | Angreifer                   |
| Nr.         | Name                  | Pos                   | Geburtsdatum  | Sp        | T         | V         | Pkt       | SM        | +/−       | Team                        |
| ----------- | --------------------- | --------------------- | ------------- | --------- | --------- | --------- | --------- | --------- | --------- | --------------------------- |
| 37          | Patrice Bergeron      | C                     | 24. Juli 1985 | 7         | 0         | 1         | 1         | 2         | –2        | Boston Bruins (NHL)         |
| 87          | Sidney Crosby – A     | C                     | 7. Aug. 1987  | 7         | 4         | 3         | 7         | 4         | +2        | Pittsburgh Penguins (NHL)   |
| 51          | Ryan Getzlaf          | C                     | 10. Mai 1985  | 7         | 3         | 4         | 7         | 2         | +2        | Anaheim Ducks (NHL)         |
| 15          | Dany Heatley          | LW                    | 21. Jan. 1981 | 7         | 4         | 3         | 7         | 4         | +1        | San Jose Sharks (NHL)       |
| 12          | Jarome Iginla – A     | RW                    | 1. Juli 1977  | 7         | 5         | 2         | 7         | 0         | +5        | Calgary Flames (NHL)        |
| 11          | Patrick Marleau       | LW                    | 15. Sep. 1979 | 7         | 2         | 3         | 5         | 0         | +1        | San Jose Sharks (NHL)       |
| 10          | Brenden Morrow        | LW                    | 16. Jan. 1979 | 7         | 2         | 1         | 3         | 2         | +3        | Dallas Stars (NHL)          |
| 61          | Rick Nash             | LW                    | 16. Juni 1984 | 7         | 2         | 3         | 5         | 0         | +1        | Columbus Blue Jackets (NHL) |
| 24          | Corey Perry           | RW                    | 16. Mai 1985  | 7         | 4         | 1         | 5         | 2         | +3        | Anaheim Ducks (NHL)         |
| 18          | Mike Richards         | C                     | 11. Feb. 1985 | 7         | 2         | 3         | 5         | 0         | +5        | Philadelphia Flyers (NHL)   |
| 21          | Eric Staal            | C                     | 29. Okt. 1984 | 7         | 1         | 5         | 6         | 6         | +6        | Carolina Hurricanes (NHL)   |
| 19          | Joe Thornton          | C                     | 2. Juli 1979  | 7         | 1         | 1         | 2         | 0         | –1        | San Jose Sharks (NHL)       |
| 16          | Jonathan Toews        | C                     | 29. Apr. 1988 | 7         | 1         | 7         | 8         | 2         | +9        | Chicago Blackhawks (NHL)    |
| Verteidiger |                       |                       |               |           |           |           |           |           |           |                             |
| Nr.         | Name                  | Name                  | Geburtsdatum  | Sp        | T         | V         | Pkt       | SM        | +/−       | Team                        |
| 22          | Dan Boyle             | Dan Boyle             | 12. Juli 1976 | 7         | 1         | 5         | 6         | 2         | +5        | San Jose Sharks (NHL)       |
| 8           | Drew Doughty          | Drew Doughty          | 8. Dez. 1989  | 7         | 0         | 2         | 2         | 2         | +6        | Los Angeles Kings (NHL)     |
| 2           | Duncan Keith          | Duncan Keith          | 16. Juli 1983 | 7         | 0         | 6         | 6         | 2         | +6        | Chicago Blackhawks (NHL)    |
| 27          | Scott Niedermayer – C | Scott Niedermayer – C | 31. Aug. 1973 | 7         | 1         | 2         | 3         | 4         | +2        | Anaheim Ducks (NHL)         |
| 20          | Chris Pronger – A     | Chris Pronger – A     | 10. Okt. 1974 | 7         | 0         | 5         | 5         | 2         | +3        | Philadelphia Flyers (NHL)   |
| 7           | Brent Seabrook        | Brent Seabrook        | 20. Apr. 1985 | 7         | 0         | 1         | 1         | 2         | +2        | Chicago Blackhawks (NHL)    |
| 6           | Shea Weber            | Shea Weber            | 14. Aug. 1985 | 7         | 2         | 4         | 6         | 2         | +4        | Nashville Predators (NHL)   |

| Torhüter | Torhüter          | Torhüter      | Torhüter | Torhüter | Torhüter | Torhüter | Torhüter | Torhüter | Torhüter | Torhüter | Torhüter                  | Torhüter |
| Nr.      | Name              | Geburtsdatum  | Sp       | S        | N        | Min      | GT       | SO       | Sv%      | GTS      | Team                      |          |
| -------- | ----------------- | ------------- | -------- | -------- | -------- | -------- | -------- | -------- | -------- | -------- | ------------------------- | -------- |
| 30       | Martin Brodeur    | 6. Mai 1972   | 2        | 0        | 1        | 124:18   | 6        | 0        | 2,90     | 86,67    | New Jersey Devils (NHL)   |          |
| 29       | Marc-André Fleury | 28. Nov. 1984 | –        | –        | –        | –        | –        | –        | –        | –        | Pittsburgh Penguins (NHL) |          |
| 1        | Roberto Luongo    | 4. Apr. 1979  | 5        | 5        | 0        | 307:40   | 9        | 1        | 1,76     | 92,68    | Vancouver Canucks (NHL)   |          |

| Offizielle        | Offizielle | Offizielle      | Offizielle    |
| Position          |            | Name            | Geburtsdatum  |
| ----------------- | ---------- | --------------- | ------------- |
| Cheftrainer       | Kanada     | Mike Babcock    | 29. Apr. 1963 |
| Assistenztrainer  | Kanada     | Ken Hitchcock   | 17. Dez. 1951 |
| Assistenztrainer  | Kanada     | Jacques Lemaire | 7. Sep. 1945  |
| Assistenztrainer  | Kanada     | Lindy Ruff      | 17. Feb. 1960 |
| General Manager   | Kanada     | Steve Yzerman   | 9. Mai 1965   |
| Mannschaftsführer | Kanada     | Johnny Misley   | 13. Mai 1962  |

## LettlandLettland
Lettland, neben Deutschland und Norwegen einer der drei Qualifikanten, gab seinen Kader am 29. Dezember 2009 bekannt. Dabei wurden zwölf Stürmer, acht Verteidiger und drei Torhüter von Nationaltrainer Oļegs Znaroks nominiert.
Aufgebot

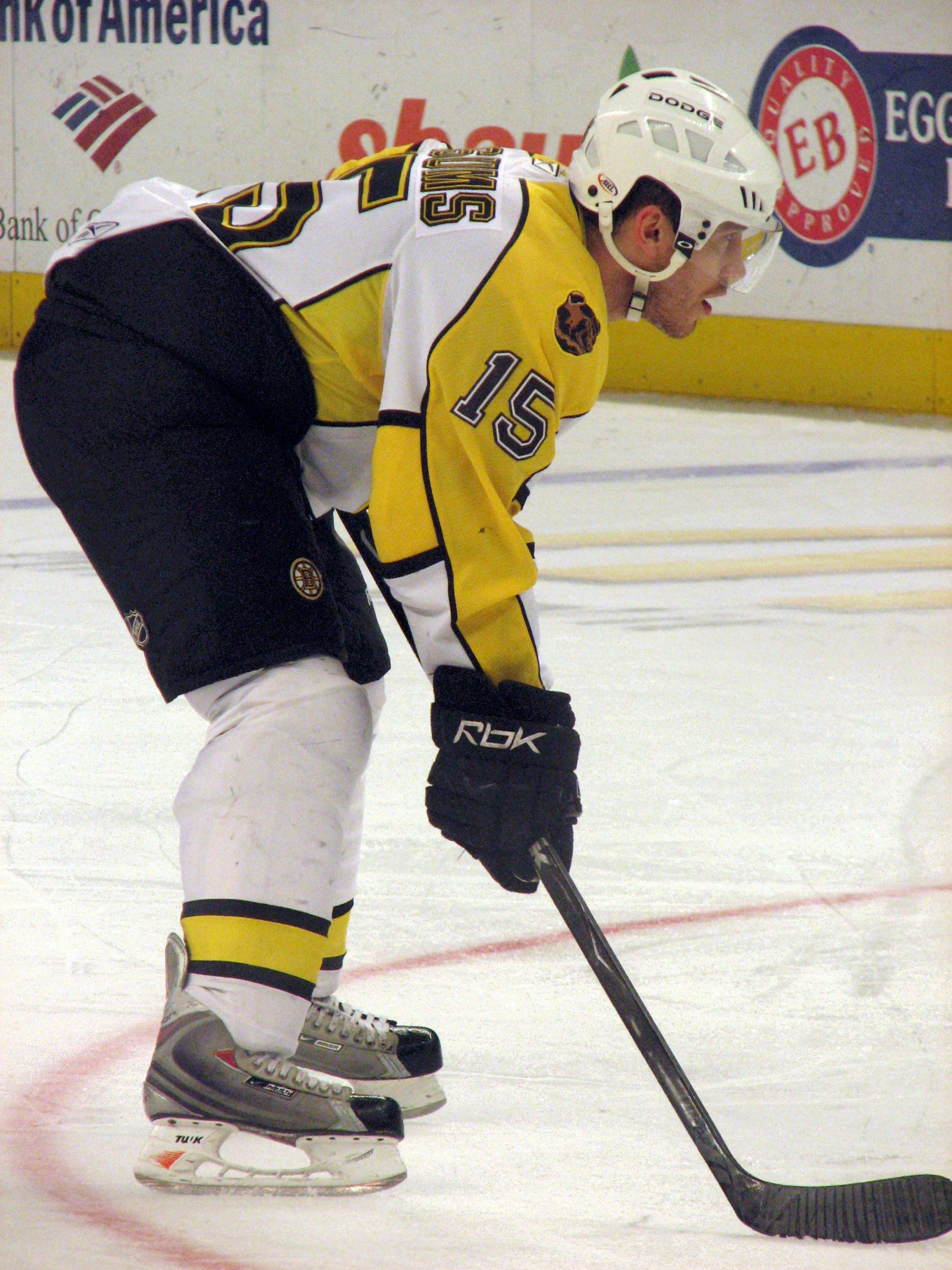
Mārtiņš Karsums und drei weitere Letten standen in Nordamerika unter Vertrag

Der lettische Verband setzte beim olympischen Eishockeyturnier – wie viele andere Nationen auch – auf einen erfahrenen Kader. 19 der insgesamt 23 Spieler standen bereits bei der Weltmeisterschaft 2009 im Team, als dieses das Viertelfinale erreichte. Im Gegensatz zu vielen anderen Mannschaften hatten die Letten aber den Vorteil, dass sie auf eine eingespielte Mannschaft zurückgreifen konnten – insgesamt 15 Spieler standen bei Dinamo Riga, dem einzigen Vertreter Lettlands in der Kontinentalen Hockey-Liga, unter Vertrag. Diese Spieler wurden durch erfahrene Spieler, die in Nordamerika, Deutschland und Russland tätig waren, ergänzt. Mit Kārlis Skrastiņš stand lediglich ein langjähriger NHL-Spieler im Kader. Oskars Bārtulis, Kaspars Daugaviņš und Mārtiņš Karsums standen zum Zeitpunkt der Nominierung ebenfalls in Nordamerika unter Vertrag, spielten aber hauptsächlich in der American Hockey League. Aus der Deutschen Eishockey Liga wurden Stürmer Herberts Vasiļjevs und Verteidiger Arvīds Reķis nominiert.
Teilnehmer mit Olympiaerfahrung
Für fünf Spieler des lettischen Aufgebots waren die Winterspiele in Vancouver bereits ihre dritten. Neben den Torhütern Edgars Masaļskis und Sergejs Naumovs liefen auch die Feldspieler Kārlis Skrastiņš, Rodrigo Laviņš und Aleksandrs Ņiživijs bereits bei den Olympischen Winterspielen 2002 in Salt Lake City und 2006 in Turin für ihr Heimatland auf.
Absagen und Nicht-Berücksichtigungen
Keine Berücksichtigung bei der Nominierung des provisorischen Kaders fand Raitis Ivanāns, der neben Skrastiņš und Bārtulis in der Saison 2009/10 in der NHL zum Einsatz kam. Ebenso verzichteten die Offiziellen auf den erfahrenen Sandis Ozoliņš von Dinamo Riga und Artūrs Kulda von den Chicago Wolves aus der AHL.
Offizielle
Der Nationaltrainer der Letten war Oļegs Znaroks, der lange Zeit in Deutschland aktiv gewesen war und auch die deutsche Staatsangehörigkeit besaß. Znaroks war seit 2006 als Cheftrainer Lettlands tätig und brachte das Team im Zeitraum zwischen 2007 und 2009 bei Weltmeisterschaften stets auf eine bessere Platzierung im Endklassement. Seit Sommer 2008 betreute er zusätzlich den HK MWD Balaschicha aus der KHL. Der General Manager der Balten ist Māris Baldonieks, ein ehemaliger Verteidiger, der auch schon als Co-Trainer der Nationalmannschaft arbeitete.
| Angreifer   | Angreifer               | Angreifer            | Angreifer     | Angreifer | Angreifer | Angreifer | Angreifer | Angreifer | Angreifer | Angreifer                     |
| Nr.         | Name                    | Pos                  | Geburtsdatum  | Sp        | T         | V         | Pkt       | SM        | +/−       | Team                          |
| ----------- | ----------------------- | -------------------- | ------------- | --------- | --------- | --------- | --------- | --------- | --------- | ----------------------------- |
| 75          | Ģirts Ankipāns          | LW                   | 29. Nov. 1975 | 4         | 2         | 0         | 2         | 4         | –2        | Dinamo Riga (KHL)             |
| 21          | Armands Bērziņš         | C                    | 27. Dez. 1983 | 4         | 0         | 1         | 1         | 2         | –2        | Dinamo Riga (KHL)             |
| 47          | Mārtiņš Cipulis         | LW                   | 29. Nov. 1980 | 4         | 1         | 1         | 2         | 0         | –4        | Dinamo Riga (KHL)             |
| 10          | Lauris Dārziņš          | LW                   | 28. Jan. 1985 | 4         | 0         | 1         | 1         | 10        | –2        | Dinamo Riga (KHL)             |
| 16          | Kaspars Daugaviņš       | LW                   | 18. Mai 1988  | 4         | 0         | 0         | 0         | 2         | –2        | Binghamton Senators (AHL)     |
| 9           | Mārtiņš Karsums         | RW                   | 26. Feb. 1986 | 4         | 0         | 2         | 2         | 2         | –2        | HK MWD Balaschicha (KHL)      |
| 87          | Gints Meija             | F                    | 4. Sep. 1987  | 4         | 0         | 0         | 0         | 2         | –3        | Dinamo Riga (KHL)             |
| 17          | Aleksandrs Ņiživijs – A | RW                   | 16. Sep. 1976 | 4         | 0         | 2         | 2         | 2         | –3        | Dinamo Riga (KHL)             |
| 24          | Miķelis Rēdlihs         | F                    | 1. Juli 1984  | 4         | 1         | 0         | 1         | 4         | –3        | Dinamo Riga (KHL)             |
| 88          | Aleksejs Širokovs       | C                    | 20. Feb. 1981 | 4         | 0         | 0         | 0         | 2         | –5        | Amur Chabarowsk (KHL)         |
| 5           | Jānis Sprukts           | C                    | 31. Jan. 1982 | 4         | 0         | 1         | 1         | 0         | –3        | Dinamo Riga (KHL)             |
| 12          | Herberts Vasiļjevs – A  | RW                   | 27. Mai 1976  | 4         | 1         | 1         | 2         | 6         | –2        | Krefeld Pinguine (DEL)        |
| Verteidiger |                         |                      |               |           |           |           |           |           |           |                               |
| Nr.         | Name                    | Name                 | Geburtsdatum  | Sp        | T         | V         | Pkt       | SM        | +/−       | Team                          |
| 8           | Oskars Bārtulis         | Oskars Bārtulis      | 21. Jan. 1987 | 4         | 0         | 0         | 0         | 2         | –3        | Philadelphia Flyers (NHL)     |
| 13          | Guntis Galviņš          | Guntis Galviņš       | 25. Jan. 1986 | 2         | 0         | 0         | 0         | 0         | –6        | Dinamo Riga (KHL)             |
| 2           | Rodrigo Laviņš          | Rodrigo Laviņš       | 3. Aug. 1974  | 4         | 0         | 0         | 0         | 2         | –6        | Dinamo Riga (KHL)             |
| 71          | Georgijs Pujacs         | Georgijs Pujacs      | 11. Juni 1981 | 4         | 0         | 1         | 1         | 2         | +1        | HK Sibir Nowosibirsk (KHL)    |
| 26          | Krišjānis Rēdlihs       | Krišjānis Rēdlihs    | 15. Jan. 1981 | 4         | 0         | 1         | 1         | 2         | –2        | Dinamo Riga (KHL)             |
| 3           | Arvīds Reķis            | Arvīds Reķis         | 1. Jan. 1979  | 4         | 0         | 0         | 0         | 10        | –1        | Grizzly Adams Wolfsburg (DEL) |
| 7           | Kārlis Skrastiņš – C    | Kārlis Skrastiņš – C | 9. Juli 1974  | 4         | 0         | 0         | 0         | 0         | –3        | Dallas Stars (NHL)            |
| 11          | Kristaps Sotnieks       | Kristaps Sotnieks    | 29. Jan. 1987 | 4         | 1         | 0         | 1         | 4         | –2        | Dinamo Riga (KHL)             |

| Torhüter | Torhüter         | Torhüter      | Torhüter | Torhüter | Torhüter | Torhüter | Torhüter | Torhüter | Torhüter | Torhüter | Torhüter          | Torhüter |
| Nr.      | Name             | Geburtsdatum  | Sp       | S        | N        | Min      | GT       | SO       | Sv%      | GTS      | Team              |          |
| -------- | ---------------- | ------------- | -------- | -------- | -------- | -------- | -------- | -------- | -------- | -------- | ----------------- | -------- |
| 31       | Edgars Masaļskis | 31. März 1980 | 4        | 0        | 4        | 244:35   | 21       | 0        | 87,65    | 5,15     | Dinamo Riga (KHL) |          |
| 1        | Ervīns Muštukovs | 7. Apr. 1984  | –        | –        | –        | –        | –        | –        | –        | –        | Dinamo Riga (KHL) |          |
| 30       | Sergejs Naumovs  | 4. Apr. 1969  | –        | –        | –        | –        | –        | –        | –        | –        | Dinamo Riga (KHL) |          |

| Offizielle        | Offizielle | Offizielle       | Offizielle    |
| Position          |            | Name             | Geburtsdatum  |
| ----------------- | ---------- | ---------------- | ------------- |
| Cheftrainer       | Lettland   | Oļegs Znaroks    | 2. Jan. 1963  |
| Assistenztrainer  | Lettland   | Harijs Vītoliņš  | 30. Apr. 1968 |
| General Manager   | Lettland   | Māris Baldonieks | 24. Mai 1955  |
| Mannschaftsführer | Lettland   | Kirovs Lipmans   | 5. Nov. 1940  |

## NorwegenNorwegen
Die Norweger, die ebenfalls über die Qualifikation das olympische Eishockeyturnier erreichten, gaben ihr Aufgebot am 29. Dezember 2009 bekannt. Es wurden drei Torhüter, sieben Abwehrspieler und 13 Angreifer aufgeboten. Mit Tommy Jakobsen stammte der norwegische Fahnenträger bei der Eröffnungsfeier aus den Reihen des Aufgebots.
Aufgebot

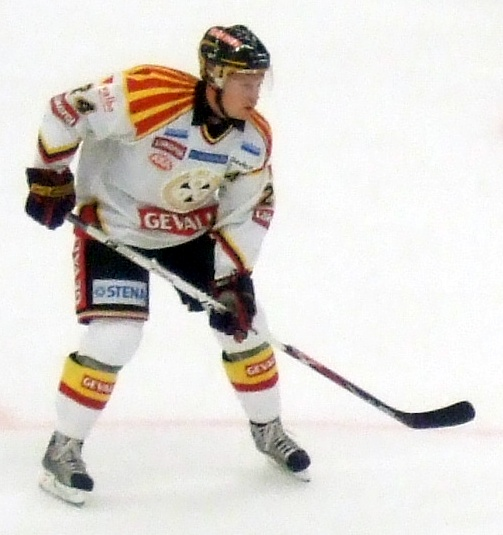
Mads Hansen war einer von elf Norwegern, die in Schweden spielen

Für das olympische Eishockeyturnier vertrauten die norwegischen Trainer auf den Kader, der bereits bei der Weltmeisterschaft 2009 spielte. Insgesamt hatten dort 21 der 23 nominierten Akteure teilgenommen. Angeführt wurde das Aufgebot von Verteidiger Ole-Kristian Tollefsen, dem einzigen Norweger in der National Hockey League. Hinzu kam mit Patrick Thoresen ein Spieler, der ebenfalls NHL-Erfahrung besaß, inzwischen aber in die Kontinentale Hockey-Liga gewechselt war. Zum großen Teil waren die Nominierten in der schwedischen Elitserien aktiv, wo insgesamt elf von diesen unter Vertrag standen. Darunter befanden sich mit den Stürmern Per-Åge Skrøder und Mats Zuccarello zwei der besten Scorer der Liga. Des Weiteren füllten Jonas Holøs, Mathis Olimb und Anders Bastiansen tragende Rollen in ihrem jeweiligen Team aus. Sechs weitere Spieler liefen in der heimischen GET-ligaen auf, darunter zwei der drei Torhüter. Der dritte Torwart André Lysenstøen gehörte zum Kader des finnischen Teams HeKi Heinola. Die Angreifer Morten Ask und Tore Vikingstad sowie Abwehrspieler Mats Trygg spielen in der Deutschen Eishockey Liga.
Teilnehmer mit Olympiaerfahrung
Nach 16-jähriger Abstinenz spielten die Norweger erstmals seit den Olympischen Winterspielen 1994 in Lillehammer wieder auf olympischem Eis. Mit Abwehrspieler Tommy Jakobsen stand ein Spieler im Kader, der auch damals zum Aufgebot gehörte. Alle anderen Akteure waren nur bei Weltmeisterschaften im Einsatz.
Absagen und Nicht-Berücksichtigungen
Im provisorischen Aufgebot fand der langjährige NHL-Verteidiger und inzwischen wieder nach Norwegen zurückgekehrte Anders Myrvold keine Berücksichtigung. Er absolvierte in seiner Karriere für vier verschiedene Teams insgesamt 33 NHL-Spiele.
Nachnominierungen
Am 15. Februar wurde Jonas Andersen für Morten Ask nominiert.
Offizielle
Hinter der Bande der Norweger stand Roy Johansen, der Norwegen zwischen Sarajevo 1984 und Albertville 1992 bei drei Olympischen Spielen repräsentierte. Der General Manager der Mannschaft war Petter Salsten, der zwischen Calgary 1988 und Lillehammer 1994 ebenfalls dreimal das norwegische Trikot bei Olympischen Spielen trug.
| Angreifer   | Angreifer              | Angreifer              | Angreifer     | Angreifer                 | Angreifer                 | Angreifer                 | Angreifer                 | Angreifer                 | Angreifer                 | Angreifer                             |
| Nr.         | Name                   | Pos                    | Geburtsdatum  | Sp                        | T                         | V                         | Pkt                       | SM                        | +/−                       | Team                                  |
| ----------- | ---------------------- | ---------------------- | ------------- | ------------------------- | ------------------------- | ------------------------- | ------------------------- | ------------------------- | ------------------------- | ------------------------------------- |
| 42          | Jonas Andersen         | F                      | 8. März 1981  | 4                         | 0                         | 0                         | 0                         | 0                         | –1                        | Sparta Sarpsborg (GET-ligaen)         |
| −           | Morten Ask             | C                      | 14. Mai 1980  | Streichung am 15. Februar | Streichung am 15. Februar | Streichung am 15. Februar | Streichung am 15. Februar | Streichung am 15. Februar | Streichung am 15. Februar | Nürnberg Ice Tigers (DEL)             |
| 20          | Anders Bastiansen      | F                      | 31. Okt. 1980 | 4                         | 1                         | 0                         | 1                         | 4                         | –4                        | Färjestad BK (Elitserien)             |
| 26          | Kristian Forsberg      | RW                     | 5. Mai 1986   | 4                         | 0                         | 0                         | 0                         | 0                         | –2                        | MODO Hockey Örnsköldsvik (Elitserien) |
| 8           | Mads Hansen – A        | C                      | 16. Sep. 1978 | 4                         | 1                         | 0                         | 1                         | 2                         | –2                        | Brynäs IF (Elitserien)                |
| 9           | Marius Holtet          | C                      | 31. Aug. 1984 | 4                         | 1                         | 0                         | 1                         | 0                         | –4                        | Färjestad BK (Elitserien)             |
| 35          | Martin Laumann-Ylvén   | RW                     | 22. Dez. 1988 | 4                         | 0                         | 0                         | 0                         | 0                         | –3                        | Linköpings HC (Elitserien)            |
| 46          | Mathis Olimb           | C                      | 1. Feb. 1986  | 4                         | 0                         | 2                         | 2                         | 0                         | –4                        | Frölunda HC (Elitserien)              |
| 22          | Martin Røymark         | LW                     | 10. Nov. 1986 | 4                         | 0                         | 0                         | 0                         | 0                         | –6                        | Frölunda HC (Elitserien)              |
| 19          | Per-Åge Skrøder        | LW                     | 4. Aug. 1978  | 1                         | 0                         | 0                         | 0                         | 0                         | ±0                        | MODO Hockey Örnsköldsvik (Elitserien) |
| 10          | Lars-Erik Spets        | F                      | 2. Apr. 1985  | 4                         | 0                         | 0                         | 0                         | 2                         | –2                        | Vålerenga IF Oslo (GET-ligaen)        |
| 41          | Patrick Thoresen       | LW                     | 7. Nov. 1983  | 4                         | 0                         | 5                         | 5                         | 0                         | +1                        | Salawat Julajew Ufa (KHL)             |
| 29          | Tore Vikingstad        | C                      | 8. Okt. 1975  | 4                         | 4                         | 0                         | 4                         | 4                         | –1                        | Hannover Scorpions (DEL)              |
| 48          | Mats Zuccarello        | RW                     | 1. Sep. 1987  | 4                         | 1                         | 2                         | 3                         | 2                         | +1                        | MODO Hockey Örnsköldsvik (Elitserien) |
| Verteidiger |                        |                        |               |                           |                           |                           |                           |                           |                           |                                       |
| Nr.         | Name                   | Name                   | Geburtsdatum  | Sp                        | T                         | V                         | Pkt                       | SM                        | +/−                       | Team                                  |
| 47          | Alexander Bonsaksen    | Alexander Bonsaksen    | 24. Jan. 1987 | 4                         | 0                         | 0                         | 0                         | 2                         | –5                        | MODO Hockey Örnsköldsvik (Elitserien) |
| 6           | Jonas Holøs            | Jonas Holøs            | 27. Aug. 1987 | 4                         | 0                         | 1                         | 1                         | –2                        | –1                        | Färjestad BK (Elitserien)             |
| 7           | Tommy Jakobsen – C     | Tommy Jakobsen – C     | 10. Dez. 1970 | 4                         | 0                         | 1                         | 1                         | 8                         | –4                        | Lørenskog IK (GET-ligaen)             |
| 5           | Juha Kaunismäki        | Juha Kaunismäki        | 6. Mai 1979   | 4                         | 0                         | 0                         | 0                         | 0                         | ±0                        | Stavanger Oilers (GET-ligaen)         |
| 36          | Lars Erik Lund         | Lars Erik Lund         | 25. Juli 1974 | 4                         | 0                         | 0                         | 0                         | 0                         | –2                        | Vålerenga IF Oslo (GET-ligaen)        |
| 55          | Ole-Kristian Tollefsen | Ole-Kristian Tollefsen | 29. März 1984 | 3                         | 0                         | 0                         | 0                         | 25                        | –1                        | Detroit Red Wings (NHL)               |
| 23          | Mats Trygg – A         | Mats Trygg – A         | 1. Juni 1976  | 4                         | 0                         | 0                         | 0                         | 2                         | –5                        | Kölner Haie (DEL)                     |

| Torhüter | Torhüter         | Torhüter      | Torhüter | Torhüter | Torhüter | Torhüter | Torhüter | Torhüter | Torhüter | Torhüter | Torhüter                       | Torhüter |
| Nr.      | Name             | Geburtsdatum  | Sp       | S        | N        | Min      | GT       | SO       | Sv%      | GTS      | Team                           |          |
| -------- | ---------------- | ------------- | -------- | -------- | -------- | -------- | -------- | -------- | -------- | -------- | ------------------------------ | -------- |
| 33       | Pål Grotnes      | 7. März 1977  | 4        | 0        | 4        | 226:11   | 19       | 0        | 87,25    | 5,04     | Stjernen (GET-ligaen)          |          |
| 34       | André Lysenstøen | 27. Okt. 1988 | 1        | 0        | 0        | 15:31    | 4        | 0        | 60,00    | 15,47    | HeKi Heinola (Mestis)          |          |
| 30       | Ruben Smith      | 15. Apr. 1987 | –        | –        | –        | –        | –        | –        | –        | –        | Storhamar Dragons (GET-ligaen) |          |

| Offizielle       | Offizielle | Offizielle          | Offizielle    |
| Position         |            | Name                | Geburtsdatum  |
| ---------------- | ---------- | ------------------- | ------------- |
| Cheftrainer      | Norwegen   | Roy Johansen        | 27. Apr. 1960 |
| Assistenztrainer | Finnland   | Sam Liebkind        | 27. Okt. 1983 |
| Assistenztrainer | Norwegen   | Knut Jørgen Stubdal | 30. Juni 1961 |
| General Manager  | Norwegen   | Petter Salsten      | 11. März 1965 |

## RusslandRussland
Russland, der Weltmeister der Jahre 2008 und 2009, gab seinen 23 Spieler umfassenden, provisorischen Kader als zweites Team am 25. Dezember 2009 bekannt. Neben drei Torhütern wurden acht Verteidiger und zwölf Angreifer nominiert. Bereits im Vorfeld war vom russischen Verband Anfang November 2009 eine 50 Spieler umfassende Liste veröffentlicht worden. Mit Alexei Morosow stammte der russische Fahnenträger bei der Eröffnungsfeier aus den Reihen des Aufgebots.
Aufgebot

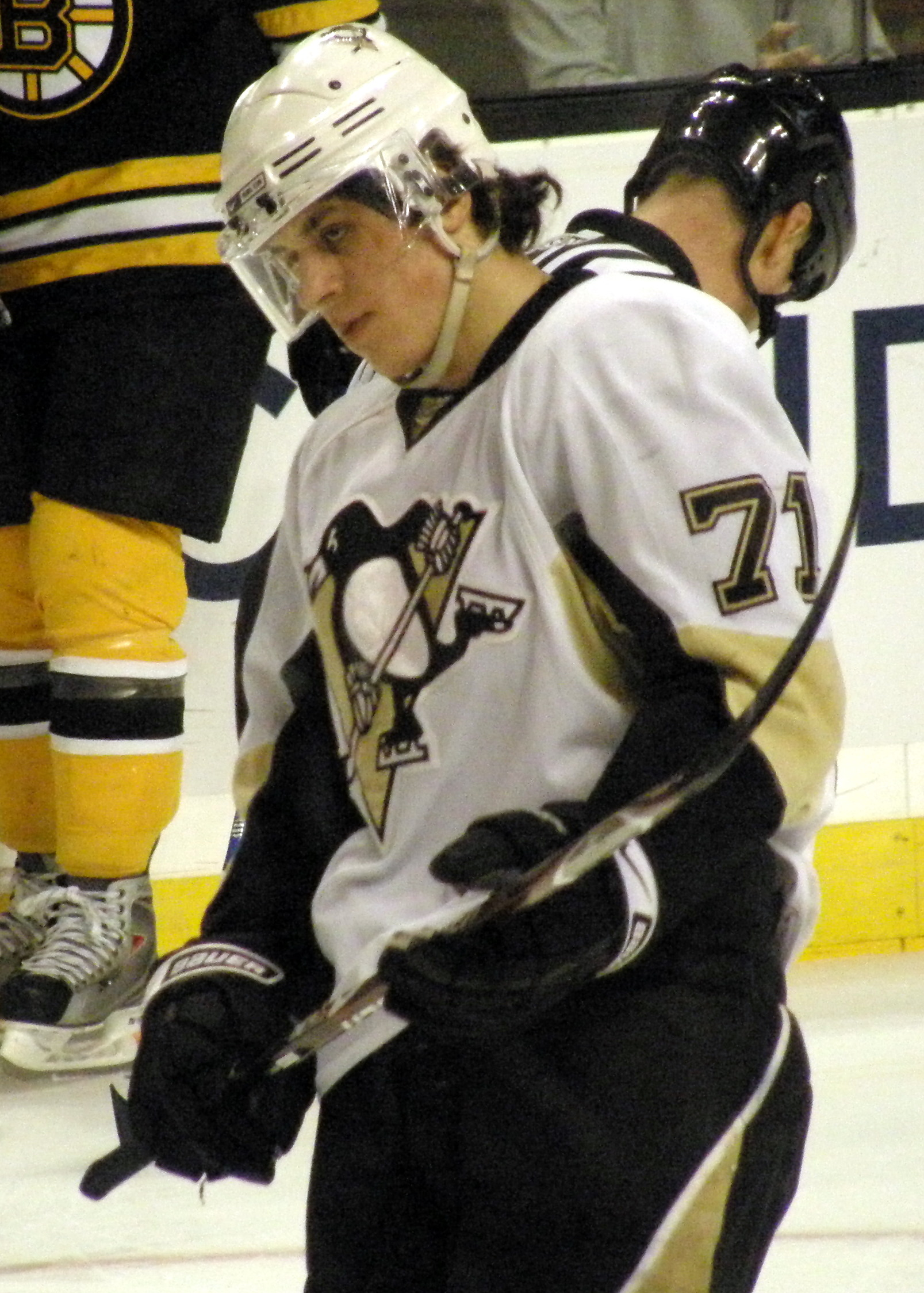
Jewgeni Malkin war einer der Stars der Russen

Der nominierte Kader beinhaltete zum größten Teil Spieler, die in den beiden vorangegangenen Jahren erfolgreich den Weltmeister-Titel gewonnen hatten. So gehörten neun Spieler aus dem Jahr 2009 und sogar 16 aus dem Jahr 2008 zum vorläufigen Olympiakader. Das Herzstück des Teams, das neben dem kanadischen zum talentiertesten des Turniers gehörte, bildeten die NHL-Stars Alexander Owetschkin, Jewgeni Malkin, Ilja Kowaltschuk und Pawel Dazjuk. Unterstützt wurden sie durch die erfahrenen Sergei Fjodorow, Sergei Gontschar und Jewgeni Nabokow. Wie vom Präsidenten des Verbandes, Wladislaw Tretjak, zuvor angekündigt, entschieden sich die Offiziellen zu einer gesunden Mischung aus Spielern der National Hockey League und Kontinentalen Hockey-Liga, die als die beiden weltweit besten Eishockeyligen angesehen wurden. Schließlich fanden 14 Akteure aus der NHL und neun aus der KHL den Weg in den Kader. Das größte Kontingent stellte der russische Spitzenklub Salawat Julajew Ufa mit vier Spielern.
Teilnehmer mit Olympiaerfahrung

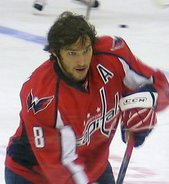
Alexander Owetschkin sollte das Team führen

Die russische Mannschaft, die seit den Olympischen Winterspielen 1992 in Albertville auf den Gewinn der olympischen Goldmedaille im Eishockey wartete, stellte mit Verteidiger Sergei Gontschar einen Spieler, der seine vierten Olympischen Winterspiele bestritt. Ebenfalls große Olympiaerfahrung besaßen Ilja Brysgalow, Andrei Markow, Maxim Afinogenow, Pawel Dazjuk, Sergei Fjodorow und Ilja Kowaltschuk, die ihren dritten Olympischen Spielen entgegen sahen.
Absagen und Nicht-Berücksichtigungen
Aufgrund der Fülle von russischen Topspielern wurden einige namhafte Spieler nicht in Betracht gezogen. Darunter fielen unter anderem Nikolai Chabibulin, Alexei Kowaljow und Alexander Frolow aus der NHL sowie Sergei Mosjakin, Maxim Suschinski, Nikolai Scherdew, Alexei Jaschin, Alexei Tereschtschenko und Sergei Subow aus der KHL. Allerdings ließ Cheftrainer Wjatscheslaw Bykow während der Präsentation verlauten, dass die Liste der 23 Spieler rein provisorisch sei und er eventuelle Nachnominierungen auch von der Form der Spieler abhängig machen werde. Dies rief in der Folge die National Hockey League und National Hockey League Players’ Association auf den Plan, die davon ausgegangen waren, dass Nachnominierungen ausschließlich von Verletzungen abhängig gemacht werden konnten. Die Internationale Eishockey-Föderation IIHF bestätigte aber die Regelinterpretation der Russen.
Offizielle
Das Offiziellen-Team der Russen umfasste mit Cheftrainer Wjatscheslaw Bykow und General Manager Wladislaw Tretjak zwei namhafte Olympiasieger vergangener Jahre. Bykow betreute die Nationalelf seit August 2006 und führte die Mannschaft bei den Weltmeisterschaften zwischen 2007 und 2009 zu einer Bronze- und zwei Goldmedaillen. Ihm zur Seite stand sein langjähriger Assistent Igor Sacharkin, mit dem er seit Sommer 2009 Salawat Julajew Ufa in der KHL trainierte. Zuvor arbeiteten beide viele Jahre beim HK ZSKA Moskau hinter der Bande. Tretjak war seit dem 25. April 2006 Präsident des russischen Verbandes und gehörte zu den besten Torhütern der Eishockeygeschichte.
| Angreifer   | Angreifer                | Angreifer           | Angreifer     | Angreifer | Angreifer | Angreifer | Angreifer | Angreifer | Angreifer | Angreifer                       |
| Nr.         | Name                     | Pos                 | Geburtsdatum  | Sp        | T         | V         | Pkt       | SM        | +/−       | Team                            |
| ----------- | ------------------------ | ------------------- | ------------- | --------- | --------- | --------- | --------- | --------- | --------- | ------------------------------- |
| 61          | Maxim Afinogenow         | RW                  | 4. Sep. 1979  | 4         | 1         | 1         | 2         | 0         | +2        | Atlanta Thrashers (NHL)         |
| 13          | Pawel Dazjuk             | C                   | 20. Juli 1978 | 4         | 1         | 2         | 3         | 2         | +2        | Detroit Red Wings (NHL)         |
| 29          | Sergei Fjodorow          | C                   | 13. Dez. 1969 | 4         | 0         | 4         | 4         | 6         | +2        | HK Metallurg Magnitogorsk (KHL) |
| 71          | Ilja Kowaltschuk – A     | LW                  | 15. Apr. 1983 | 4         | 1         | 2         | 3         | 0         | +1        | New Jersey Devils (NHL)         |
| 52          | Wiktor Koslow            | C                   | 14. Feb. 1975 | 4         | 1         | 0         | 1         | 0         | +1        | Salawat Julajew Ufa (KHL)       |
| 11          | Jewgeni Malkin           | C                   | 31. Juli 1986 | 4         | 3         | 3         | 6         | 0         | ±0        | Pittsburgh Penguins (NHL)       |
| 95          | Alexei Morosow – C       | RW                  | 16. Feb. 1977 | 4         | 2         | 0         | 2         | 0         | ±0        | Ak Bars Kasan (KHL)             |
| 8           | Alexander Owetschkin – A | LW                  | 17. Sep. 1985 | 4         | 2         | 2         | 4         | 2         | +1        | Washington Capitals (NHL)       |
| 47          | Alexander Radulow        | RW                  | 5. Juli 1986  | 4         | 1         | 1         | 2         | 4         | +1        | Salawat Julajew Ufa (KHL)       |
| 25          | Danis Saripow            | LW                  | 26. März 1981 | 4         | 2         | 0         | 2         | 2         | –1        | Ak Bars Kasan (KHL)             |
| 42          | Sergei Sinowjew          | C                   | 4. März 1980  | 4         | 0         | 2         | 2         | 0         | +1        | Salawat Julajew Ufa (KHL)       |
| 28          | Alexander Sjomin         | LW                  | 3. März 1984  | 4         | 0         | 2         | 2         | 4         | ±0        | Washington Capitals (NHL)       |
| Verteidiger |                          |                     |               |           |           |           |           |           |           |                                 |
| Nr.         | Name                     | Name                | Geburtsdatum  | Sp        | T         | V         | Pkt       | SM        | +/−       | Team                            |
| 55          | Sergei Gontschar         | Sergei Gontschar    | 13. Apr. 1974 | 4         | 1         | 0         | 1         | 2         | +1        | Pittsburgh Penguins (NHL)       |
| 37          | Denis Grebeschkow        | Denis Grebeschkow   | 11. Okt. 1983 | 4         | 0         | 1         | 1         | 2         | ±0        | Edmonton Oilers (NHL)           |
| 7           | Dmitri Kalinin           | Dmitri Kalinin      | 22. Juli 1980 | 4         | 1         | 1         | 2         | 0         | +2        | Salawat Julajew Ufa (KHL)       |
| 22          | Konstantin Kornejew      | Konstantin Kornejew | 5. Juni 1984  | 4         | 0         | 0         | 0         | 4         | ±0        | HK ZSKA Moskau (KHL)            |
| 79          | Andrei Markow            | Andrei Markow       | 20. Dez. 1978 | 4         | 0         | 2         | 2         | 0         | –1        | Canadiens de Montréal (NHL)     |
| 5           | Ilja Nikulin             | Ilja Nikulin        | 12. März 1982 | 4         | 0         | 1         | 1         | 2         | ±0        | Ak Bars Kasan (KHL)             |
| 51          | Fjodor Tjutin            | Fjodor Tjutin       | 19. Juli 1983 | 4         | 0         | 2         | 2         | 2         | +1        | Columbus Blue Jackets (NHL)     |
| 6           | Anton Woltschenkow       | Anton Woltschenkow  | 25. Feb. 1982 | 4         | 0         | 1         | 1         | 2         | +2        | Ottawa Senators (NHL)           |

| Torhüter | Torhüter        | Torhüter      | Torhüter | Torhüter | Torhüter | Torhüter | Torhüter | Torhüter | Torhüter | Torhüter | Torhüter                  | Torhüter |
| Nr.      | Name            | Geburtsdatum  | Sp       | S        | N        | Min      | GT       | SO       | Sv%      | GTS      | Team                      |          |
| -------- | --------------- | ------------- | -------- | -------- | -------- | -------- | -------- | -------- | -------- | -------- | ------------------------- | -------- |
| 30       | Ilja Brysgalow  | 22. Juni 1980 | 2        | 0        | 1        | 100:53   | 3        | 0        | 94,23    | 1,78     | Phoenix Coyotes (NHL)     |          |
| 20       | Jewgeni Nabokow | 25. Juli 1975 | 3        | 2        | 1        | 144:07   | 10       | 0        | 85,29    | 4,16     | San Jose Sharks (NHL)     |          |
| 40       | Semjon Warlamow | 27. Apr. 1988 | –        | –        | –        | –        | –        | –        | –        | –        | Washington Capitals (NHL) |          |

| Offizielle       | Offizielle | Offizielle         | Offizielle    |
| Position         |            | Name               | Geburtsdatum  |
| ---------------- | ---------- | ------------------ | ------------- |
| Cheftrainer      | Russland   | Wjatscheslaw Bykow | 24. Juli 1960 |
| Assistenztrainer | Russland   | Igor Sacharkin     | 16. März 1958 |
| General Manager  | Russland   | Wladislaw Tretjak  | 25. Apr. 1952 |

## SchwedenSchweden
Titelverteidiger Schweden stellte seinen Kader am 27. Dezember 2009 als drittes Team der zwölf Teams vor. Cheftrainer Bengt-Åke Gustafsson nominierte zwölf Stürmer, acht Verteidiger und drei Torwarte. 13 der 23 Spieler gehörten schon bei den Olympischen Winterspielen 2006 in Turin dem Team an, das die Goldmedaille gewann. Mit Peter Forsberg stammte der schwedische Fahnenträger bei der Eröffnungsfeier aus den Reihen des Aufgebots.
Aufgebot

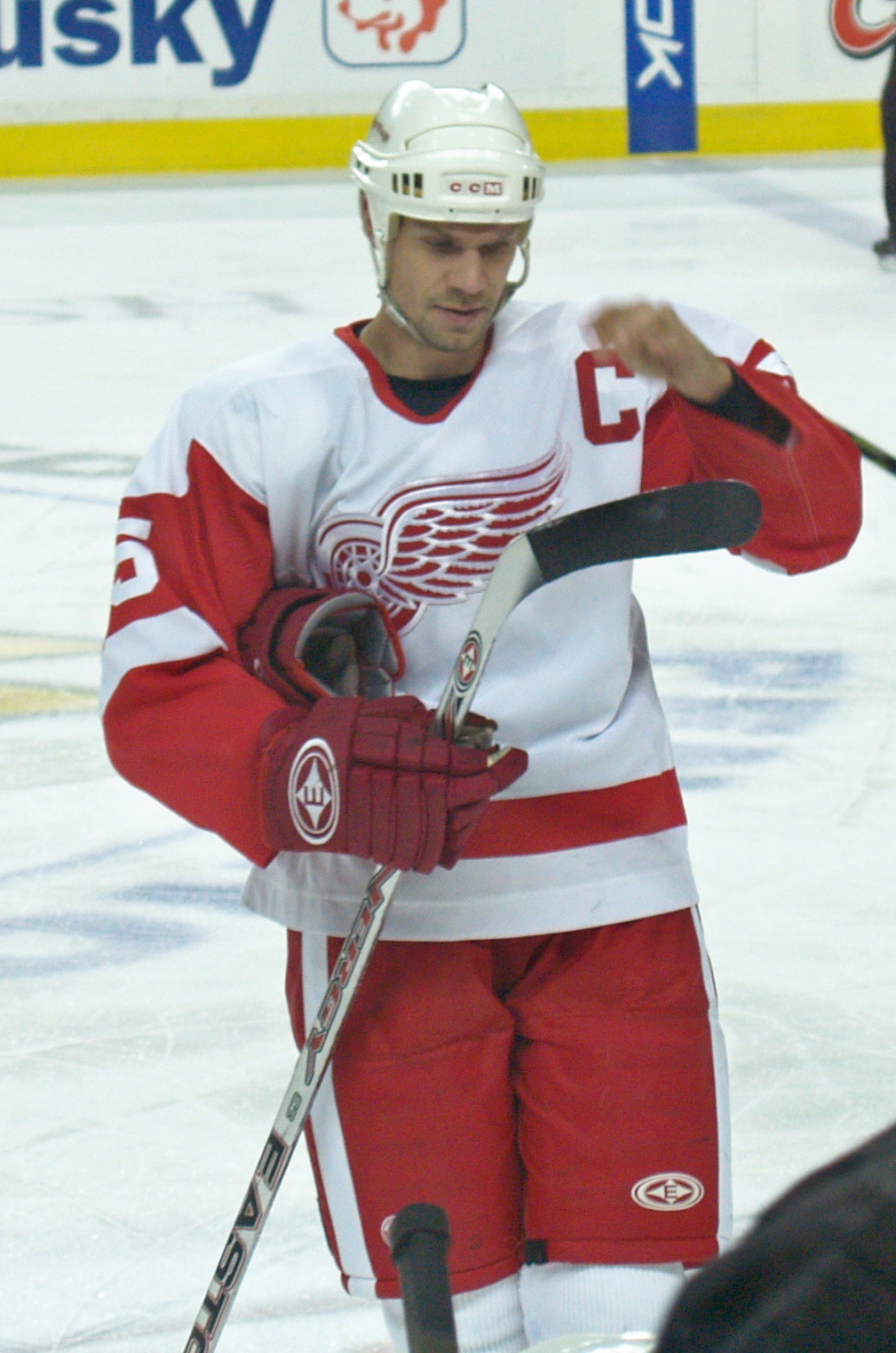
Nicklas Lidström war Schwedens Kapitän

Der schwedische Kader setzte sich größtenteils aus Akteuren zusammen, die über Olympiaerfahrung verfügten. Angeführt wurde die Mannschaft von Verteidiger Nicklas Lidström, der in der Defensive neben Niklas Kronwall und Mattias Öhlund als einziger bei Olympischen Spielen aufgelaufen war. In der Offensive setzten die Schweden ebenfalls auf eine Mischung aus älteren erfahrenen und jungen Spielern. Den Kern bildeten dabei der zweifache Olympiasieger Peter Forsberg und Daniel Alfredsson. Dahinter folgte eine Reihe von Spielern, die schon 2006 zum Kader gehörten und großen Anteil am Gewinn der Goldmedaille hatten. Mit Nicklas Bäckström und Loui Eriksson waren aber auch junge Profis dabei. Die etwa gleiche Mischung wurde auch beim Torhüter-Trio gefunden, dem Henrik Lundqvist voran stand. Das Gros des Kaders bildeten Spieler aus der National Hockey League, die bei ihren Teams zu Führungsspielern gereift waren. Insgesamt 19 NHL-Spieler standen im schwedischen Aufgebot. Die restlichen vier stammten aus europäischen Ligen – Peter Forsberg, Magnus Johansson und Stefan Liv aus der nationalen Elitserien sowie Mattias Weinhandl aus der Kontinentalen Hockey-Liga. Mit den Zwillingsbrüdern Daniel und Henrik Sedin befanden sich zwei Spieler im Kader, die als Spieler der Vancouver Canucks einen Heimvorteil genossen.
Teilnehmer mit Olympiaerfahrung

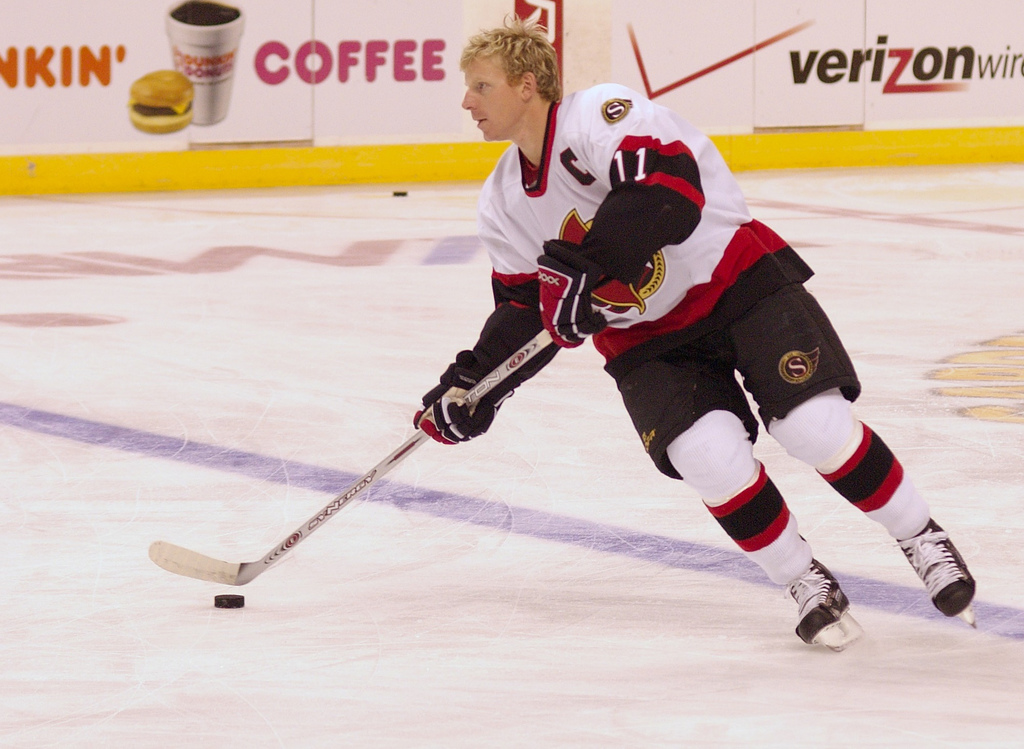
Daniel Alfredsson bestritt seine vierten Winterspiele

Die vierte Teilnahme an Olympischen Winterspielen von Daniel Alfredsson, Nicklas Lidström, Mattias Öhlund und Peter Forsberg zeigte die Erfahrung des schwedischen Aufgebots. Alfredsson, Lidström und Öhlund nahmen zuvor schon an den Spielen der Jahre 1998, 2002 und 2006 teil. Forsberg, der die Spiele im Jahr 2002 wegen einer Verletzung verpasste, spielte stattdessen schon 1994 in Lillehammer für Schweden. Er war der einzige Doppel-Olympiasieger des olympischen Eishockeyturniers. Zwölf weitere Spieler hatten jeweils eine Goldmedaille gewonnen und fünf dieser waren Mitglied des Triple Gold Clubs.
Absagen und Nicht-Berücksichtigungen
Wie bei den anderen Top-Nationen auch erhielten diverse Spieler keine Olympianominierungen. So fanden sich unter anderem Johan Franzén und Mikael Samuelsson bei den Stürmern sowie Johan Hedberg bei den Torhütern nicht auf der Liste wieder. Aufgrund diverser langwieriger Verletzungen im provisorischen Kader konnten sich diese Spieler aber noch berechtigte Hoffnungen auf eine Nominierung vor Beginn des Turniers machen. Samuelsson, ebenfalls Mitglied im Triple Gold Club, reagierte mit großem Unverständnis auf seine Nicht-Nominierung.
Nachnominierungen
Da sich Stürmer Tomas Holmström im letzten NHL-Spiel vor der Olympiapause erneut am Knie verletzte, wurde Johan Franzén zwei Tage vor Turnierbeginn als sein Ersatz bestimmt.
Offizielle
Als Trainer der Schweden fungierte Bengt-Åke Gustafsson, der bereits seit Mitte Februar 2005 im Amt war. Während seiner Amtszeit konnte der langjährige NHL-Spieler Schweden zum Gewinn des olympischen Eishockeyturniers 2006 und der Weltmeisterschaft im gleichen Jahr führen. Mit General Manager Mats Näslund, der ebenfalls Mitglied des prestigeträchtigen Triple Gold Clubs ist, befand sich ein weiterer international erfahrener Offizieller im Stab des Teams.
| Angreifer   | Angreifer             | Angreifer            | Angreifer     | Angreifer                                     | Angreifer                                     | Angreifer                                     | Angreifer                                     | Angreifer                                     | Angreifer                                     | Angreifer                             |
| Nr.         | Name                  | Pos                  | Geburtsdatum  | Sp                                            | T                                             | V                                             | Pkt                                           | SM                                            | +/−                                           | Team                                  |
| ----------- | --------------------- | -------------------- | ------------- | --------------------------------------------- | --------------------------------------------- | --------------------------------------------- | --------------------------------------------- | --------------------------------------------- | --------------------------------------------- | ------------------------------------- |
| 11          | Daniel Alfredsson – A | RW                   | 11. Dez. 1972 | 4                                             | 3                                             | 0                                             | 3                                             | 0                                             | +3                                            | Ottawa Senators (NHL)                 |
| 19          | Nicklas Bäckström     | C                    | 23. Nov. 1987 | 4                                             | 1                                             | 5                                             | 6                                             | 0                                             | +3                                            | Washington Capitals (NHL)             |
| 91          | Loui Eriksson         | LW                   | 17. Juli 1985 | 4                                             | 3                                             | 1                                             | 4                                             | 0                                             | +2                                            | Dallas Stars (NHL)                    |
| 21          | Peter Forsberg        | C                    | 20. Juli 1973 | 4                                             | 0                                             | 1                                             | 1                                             | 2                                             | ±0                                            | MODO Hockey Örnsköldsvik (Elitserien) |
| 93          | Johan Franzén         | LW                   | 23. Dez. 1979 | 4                                             | 1                                             | 1                                             | 2                                             | 2                                             | –1                                            | Detroit Red Wings (NHL)               |
| –           | Tomas Holmström       | LW                   | 23. Jan. 1973 | verletzungsbedingte Streichung am 14. Februar | verletzungsbedingte Streichung am 14. Februar | verletzungsbedingte Streichung am 14. Februar | verletzungsbedingte Streichung am 14. Februar | verletzungsbedingte Streichung am 14. Februar | verletzungsbedingte Streichung am 14. Februar | Detroit Red Wings (NHL)               |
| 27          | Patric Hörnqvist      | RW                   | 1. Jan. 1987  | 4                                             | 1                                             | 0                                             | 1                                             | 4                                             | +1                                            | Nashville Predators (NHL)             |
| 33          | Fredrik Modin         | LW                   | 8. Okt. 1974  | 3                                             | 0                                             | 1                                             | 1                                             | 0                                             | ±0                                            | Columbus Blue Jackets (NHL)           |
| 26          | Samuel Påhlsson       | C                    | 17. Dez. 1977 | 3                                             | 0                                             | 1                                             | 1                                             | 2                                             | ±0                                            | Columbus Blue Jackets (NHL)           |
| 22          | Daniel Sedin          | LW                   | 26. Sep. 1980 | 4                                             | 1                                             | 2                                             | 3                                             | 0                                             | +3                                            | Vancouver Canucks (NHL)               |
| 20          | Henrik Sedin          | C                    | 26. Sep. 1980 | 4                                             | 0                                             | 2                                             | 2                                             | 2                                             | +2                                            | Vancouver Canucks (NHL)               |
| 80          | Mattias Weinhandl     | RW                   | 1. Juni 1980  | 4                                             | 0                                             | 2                                             | 2                                             | 2                                             | +2                                            | HK Dynamo Moskau (KHL)                |
| 40          | Henrik Zetterberg – A | C                    | 9. Okt. 1980  | 4                                             | 1                                             | 0                                             | 1                                             | 2                                             | ±0                                            | Detroit Red Wings (NHL)               |
| Verteidiger |                       |                      |               |                                               |                                               |                                               |                                               |                                               |                                               |                                       |
| Nr.         | Name                  | Name                 | Geburtsdatum  | Sp                                            | T                                             | V                                             | Pkt                                           | SM                                            | +/−                                           | Team                                  |
| 39          | Tobias Enström        | Tobias Enström       | 5. Nov. 1984  | 4                                             | 0                                             | 2                                             | 2                                             | 4                                             | +3                                            | Atlanta Thrashers (NHL)               |
| 6           | Magnus Johansson      | Magnus Johansson     | 4. Sep. 1973  | 4                                             | 0                                             | 2                                             | 2                                             | 2                                             | +1                                            | Linköpings HC (Elitserien)            |
| 55          | Niklas Kronwall       | Niklas Kronwall      | 12. Jan. 1981 | 4                                             | 0                                             | 0                                             | 0                                             | 2                                             | ±0                                            | Detroit Red Wings (NHL)               |
| 5           | Nicklas Lidström – C  | Nicklas Lidström – C | 28. Apr. 1970 | 4                                             | 0                                             | 0                                             | 0                                             | 2                                             | –1                                            | Detroit Red Wings (NHL)               |
| 3           | Douglas Murray        | Douglas Murray       | 12. März 1980 | 4                                             | 0                                             | 0                                             | 0                                             | 0                                             | +1                                            | San Jose Sharks (NHL)                 |
| 29          | Johnny Oduya          | Johnny Oduya         | 1. Okt. 1981  | 4                                             | 0                                             | 0                                             | 0                                             | 12                                            | ±0                                            | Atlanta Thrashers (NHL)               |
| 2           | Mattias Öhlund        | Mattias Öhlund       | 9. Sep. 1976  | 4                                             | 1                                             | 0                                             | 1                                             | 2                                             | +4                                            | Tampa Bay Lightning (NHL)             |
| 10          | Henrik Tallinder      | Henrik Tallinder     | 10. Jan. 1979 | 4                                             | 0                                             | 0                                             | 0                                             | 4                                             | +2                                            | Buffalo Sabres (NHL)                  |

| Torhüter | Torhüter         | Torhüter      | Torhüter | Torhüter | Torhüter | Torhüter | Torhüter | Torhüter | Torhüter | Torhüter | Torhüter                    | Torhüter |
| Nr.      | Name             | Geburtsdatum  | Sp       | S        | N        | Min      | GT       | SO       | Sv%      | GTS      | Team                        |          |
| -------- | ---------------- | ------------- | -------- | -------- | -------- | -------- | -------- | -------- | -------- | -------- | --------------------------- | -------- |
| 50       | Jonas Gustavsson | 24. Okt. 1984 | 1        | 1        | 0        | 60:00    | 2        | 0        | 89,47    | 2,00     | Toronto Maple Leafs (NHL)   |          |
| 1        | Stefan Liv       | 21. Dez. 1980 | –        | –        | –        | –        | –        | –        | –        | –        | HV71 Jönköping (Elitserien) |          |
| 30       | Henrik Lundqvist | 2. März 1982  | 3        | 2        | 1        | 179:05   | 4        | 2        | 92,73    | 1,34     | New York Rangers (NHL)      |          |

| Offizielle        | Offizielle | Offizielle           | Offizielle    |
| Position          |            | Name                 | Geburtsdatum  |
| ----------------- | ---------- | -------------------- | ------------- |
| Cheftrainer       | Schweden   | Bengt-Åke Gustafsson | 23. März 1958 |
| Assistenztrainer  | Schweden   | Tommy Albelin        | 21. Mai 1964  |
| Assistenztrainer  | Schweden   | Mattias Norström     | 2. Jan. 1972  |
| Mannschaftsführer | Schweden   | Mats Näslund         | 31. Okt. 1959 |

## SchweizSchweiz
Der Schweizerische Eishockeyverband gab sein Aufgebot für das olympische Eishockeyturnier am 30. Dezember 2009 bekannt. Es wurden drei Torhüter, acht Abwehrspieler sowie zwölf Stürmer nominiert.
Aufgebot

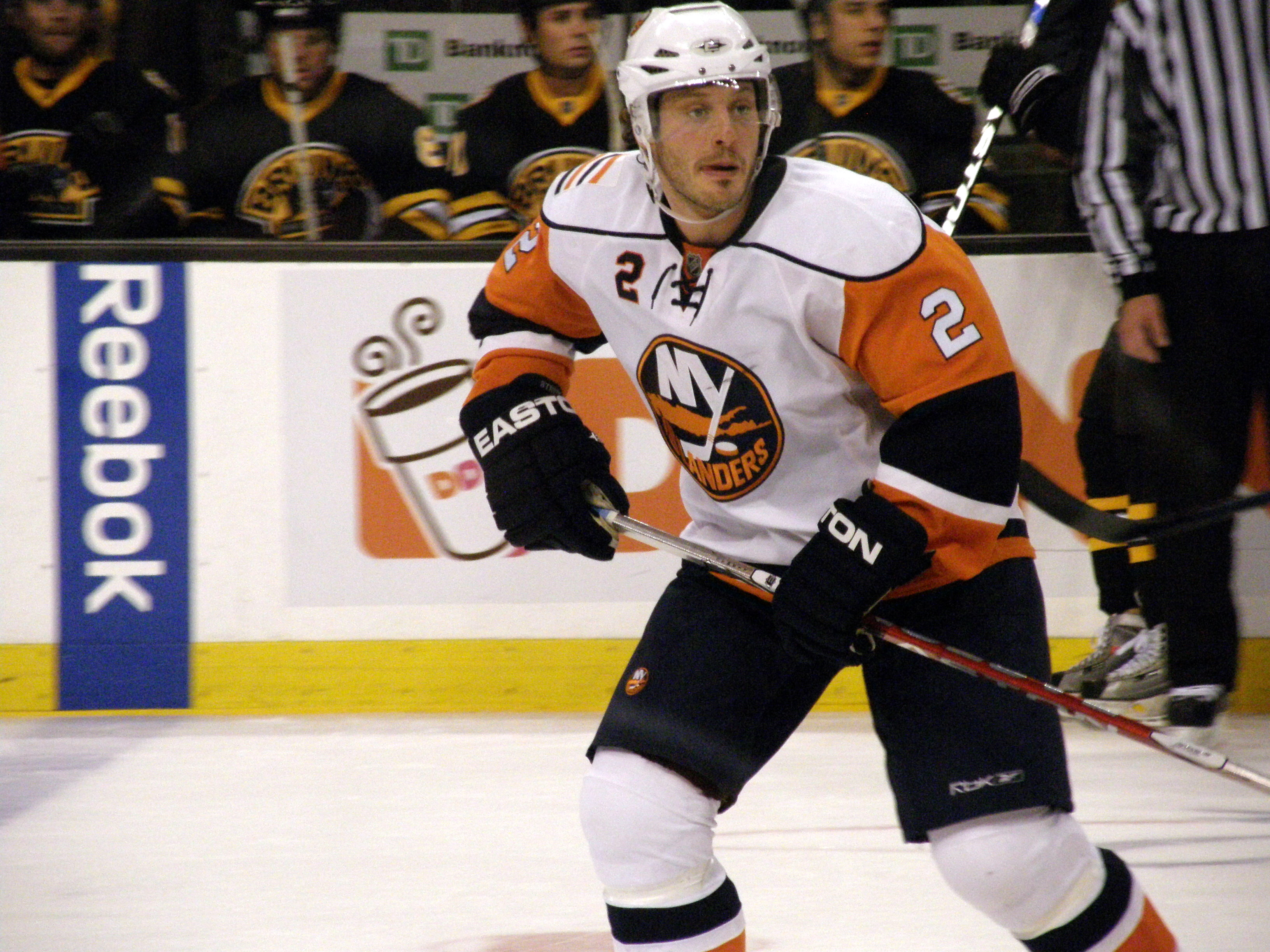
Verteidiger Mark Streit hatte die größte NHL-Erfahrung bei den Eidgenossen

Die Schweizer Trainer setzten beim olympischen Turnier auf eine Mischung aus Erfahrung und Talent. Zwar befanden sich mit Martin Gerber, Jonas Hiller und Tobias Stephan drei Torhüter im Kader, die schon in der National Hockey League gespielt hatten, aber in der Defensive wurden mit Roman Josi, Luca Sbisa und Yannick Weber drei Spieler aufgestellt, die 21 Jahre oder jünger waren. Dennoch befanden sich 18 Spieler im Kader, die schon bei der Heim-Weltmeisterschaft 2009 für die Schweiz spielten. Zehn Nominierte waren zudem bei den Olympischen Winterspielen 2006 in Turin aufgelaufen. Zu den erfahrenen Spielern gehörten neben den genannten drei Torhütern Mark Streit, Mathias Seger und Goran Bezina in der Abwehr. Im Sturm ruhten die Hoffnungen auf dem in Kanada geborenen Hnat Domenichelli, der vor seinem Wechsel nach Europa lange in Nordamerika aktiv war. Die Nominierten stammten zum größten Teil aus der heimischen National League A; dort waren 16 der 23 Nominierten aktiv. Je zwei Spieler stammten aus der National Hockey League und American Hockey League, zudem je einer aus der schwedischen Elitserien und der Kontinentalen Hockey-Liga. Luca Sbisa war der einzige Spieler des gesamten Turniers, der noch bei einem Juniorenteam im Kader steht – den Lethbridge Hurricanes aus der kanadischen Juniorenliga Western Hockey League, hatte aber er auch schon 47 NHL-Spiele absolviert.
Teilnehmer mit Olympiaerfahrung
In Sachen Erfahrung setzten die Schweizer Verantwortlichen auf fünf Spieler, die bereits an ihren dritten Olympischen Winterspiele teilnahmen. Martin Gerber, Mark Streit, Mathias Seger, Martin Plüss und Ivo Rüthemann spielten bereits bei den Olympischen Winterspielen 2002 in Salt Lake City und 2006 in Turin. Es war die dritte Teilnahme des eidgenössischen Teams in Folge, nachdem die Qualifikation für die Winterspiele 1998 verpasst worden war.
Absagen und Nicht-Berücksichtigungen
Vorerst keine Berücksichtigung fanden die beiden eingebürgerten Kanadier Ryan Gardner und Paul DiPietro. DiPietro hatte bei den Olympischen Winterspielen in Turin mit seinen zwei Toren beim 2:0-Sieg gegen Kanada für die größte Überraschung des Turniers gesorgt. Des Weiteren standen unter anderem Peter Guggisberg, Romano Lemm und Thomas Ziegler bis zum 15. Februar 2010 auf Abruf bereit.
Nachnominierungen
Aufgrund der langwierigen Verletzungen von Torwart Martin Gerber, der sich mit einer Nackenverletzung plagte, und dem nicht vollständig ausgeheilten Fingerbruch Roman Josis, den er im Rahmen der U20-Junioren-Weltmeisterschaft erlitten hatte, nominierte der Schweizer Verband am 2. Februar zunächst Peter Guggisberg und Ronnie Rüeger nach. Eine Woche später erlitt Guggisberg einen Riss des vorderen Kreuzbandes, so dass zwischenzeitlich Paul Savary eine Einladung erhalten hatte. Letztlich reisten die Schweizer mit fünf zusätzlichen Spielern ins Trainingslager nach Winnipeg an. Diese waren – neben Savary – Romano Lemm, Philippe Furrer, John Gobbi und Patrick von Gunten. Lemm, Furrer und von Gunten schaffte schließlich den Sprung in den Kader, da Kevin Romy wegen einer Rippen- und Goran Bezina wegen einer Unterleibsverletzung nicht spielfähig waren.
Offizielle
Ralph Krueger, der nach der Olympiade nach 13 Jahren von seinem Amt zurücktrat, betreute die Schweizer bei seinem letzten großen Turnier. Es waren seine dritten Olympischen Spiele. Der gebürtige Deutsche wurde bei seiner Arbeit durch den Schweizer Jakob Kölliker und den Kanadier Peter John Lee unterstützt. Kölliker war bis 2007 Rekordnationalspieler der Schweiz und nahm an einem Dutzend Weltmeisterschaften sowie zwei Olympischen Spielen teil. Der Kanadier Lee war – neben seiner Tätigkeit als Assistenztrainer – gleichzeitig Manager des deutschen DEL-Klubs Eisbären Berlin und bestritt in den späten 1970er bis frühen 1980er Jahren über 400 NHL-Spiele.
| Angreifer   | Angreifer             | Angreifer             | Angreifer     | Angreifer                                     | Angreifer                                     | Angreifer                                     | Angreifer                                     | Angreifer                                     | Angreifer                                     | Angreifer                    |
| Nr.         | Name                  | Pos                   | Geburtsdatum  | Sp                                            | T                                             | V                                             | Pkt                                           | SM                                            | +/−                                           | Team                         |
| ----------- | --------------------- | --------------------- | ------------- | --------------------------------------------- | --------------------------------------------- | --------------------------------------------- | --------------------------------------------- | --------------------------------------------- | --------------------------------------------- | ---------------------------- |
| 10          | Andres Ambühl         | RW                    | 14. Sep. 1983 | 5                                             | 0                                             | 0                                             | 0                                             | 0                                             | ±0                                            | Hartford Wolf Pack (AHL)     |
| 18          | Thomas Déruns         | F                     | 1. März 1982  | 5                                             | 0                                             | 0                                             | 0                                             | 0                                             | ±0                                            | HC Servette Genève (NLA)     |
| 17          | Hnat Domenichelli     | C                     | 16. Feb. 1976 | 5                                             | 1                                             | 2                                             | 3                                             | 4                                             | ±0                                            | HC Lugano (NLA)              |
| 35          | Sandy Jeannin – A     | LW                    | 28. Feb. 1976 | 5                                             | 0                                             | 1                                             | 1                                             | 2                                             | –2                                            | Fribourg-Gottéron (NLA)      |
| 67          | Romano Lemm           | C                     | 25. Juni 1984 | 5                                             | 2                                             | 0                                             | 2                                             | 2                                             | ±0                                            | HC Lugano (NLA)              |
| 25          | Thibaut Monnet        | RW                    | 2. Feb. 1982  | 5                                             | 0                                             | 1                                             | 1                                             | 0                                             | –2                                            | ZSC Lions (NLA)              |
| 23          | Thierry Paterlini     | LW                    | 27. Apr. 1975 | 5                                             | 0                                             | 1                                             | 1                                             | 6                                             | –2                                            | Rapperswil-Jona Lakers (NLA) |
| 28          | Martin Plüss          | F                     | 5. Apr. 1977  | 5                                             | 0                                             | 3                                             | 3                                             | 0                                             | ±0                                            | SC Bern (NLA)                |
| –           | Kevin Romy            | F                     | 31. Jan. 1985 | verletzungsbedingte Streichung am 11. Februar | verletzungsbedingte Streichung am 11. Februar | verletzungsbedingte Streichung am 11. Februar | verletzungsbedingte Streichung am 11. Februar | verletzungsbedingte Streichung am 11. Februar | verletzungsbedingte Streichung am 11. Februar | HC Lugano (NLA)              |
| 32          | Ivo Rüthemann         | RW                    | 12. Dez. 1976 | 5                                             | 1                                             | 0                                             | 1                                             | 0                                             | –1                                            | SC Bern (NLA)                |
| 39          | Raffaele Sannitz      | F                     | 18. Mai 1983  | 5                                             | 1                                             | 1                                             | 2                                             | 8                                             | +1                                            | HC Lugano (NLA)              |
| 86          | Julien Sprunger       | F                     | 4. Jan. 1986  | 5                                             | 2                                             | 0                                             | 2                                             | 2                                             | ±0                                            | Fribourg-Gottéron (NLA)      |
| 14          | Roman Wick            | RW                    | 30. Dez. 1985 | 5                                             | 2                                             | 3                                             | 5                                             | 2                                             | –2                                            | Kloten Flyers (NLA)          |
| Verteidiger |                       |                       |               |                                               |                                               |                                               |                                               |                                               |                                               |                              |
| Nr.         | Name                  | Name                  | Geburtsdatum  | Sp                                            | T                                             | V                                             | Pkt                                           | SM                                            | +/−                                           | Team                         |
| –           | Goran Bezina          | Goran Bezina          | 21. März 1980 | verletzungsbedingte Streichung am 14. Februar | verletzungsbedingte Streichung am 14. Februar | verletzungsbedingte Streichung am 14. Februar | verletzungsbedingte Streichung am 14. Februar | verletzungsbedingte Streichung am 14. Februar | verletzungsbedingte Streichung am 14. Februar | HC Servette Genève (NLA)     |
| 5           | Severin Blindenbacher | Severin Blindenbacher | 15. März 1983 | 5                                             | 1                                             | 1                                             | 2                                             | 4                                             | –1                                            | Färjestad BK (Elitserien)    |
| 16          | Raphael Diaz          | Raphael Diaz          | 9. Jan. 1986  | 5                                             | 0                                             | 0                                             | 0                                             | 4                                             | –2                                            | EV Zug (NLA)                 |
| 54          | Philippe Furrer       | Philippe Furrer       | 16. Juni 1985 | 5                                             | 0                                             | 1                                             | 1                                             | 2                                             | +1                                            | SC Bern (NLA)                |
| 72          | Patrick von Gunten    | Patrick von Gunten    | 10. Feb. 1985 | 5                                             | 1                                             | 0                                             | 1                                             | 0                                             | –1                                            | Kloten Flyers (NLA)          |
| –           | Roman Josi            | Roman Josi            | 1. Juni 1990  | verletzungsbedingte Streichung am 2. Februar  | verletzungsbedingte Streichung am 2. Februar  | verletzungsbedingte Streichung am 2. Februar  | verletzungsbedingte Streichung am 2. Februar  | verletzungsbedingte Streichung am 2. Februar  | verletzungsbedingte Streichung am 2. Februar  | SC Bern (NLA)                |
| 47          | Luca Sbisa            | Luca Sbisa            | 9. Jan. 1990  | 5                                             | 0                                             | 0                                             | 0                                             | 0                                             | ±0                                            | Portland Winterhawks (WHL)   |
| 31          | Mathias Seger – A     | Mathias Seger – A     | 17. Dez. 1977 | 5                                             | 0                                             | 2                                             | 2                                             | 4                                             | +3                                            | ZSC Lions (NLA)              |
| 7           | Mark Streit – C       | Mark Streit – C       | 11. Dez. 1977 | 5                                             | 0                                             | 3                                             | 3                                             | 0                                             | –2                                            | New York Islanders (NHL)     |
| 77          | Yannick Weber         | Yannick Weber         | 23. Sep. 1988 | 5                                             | 0                                             | 0                                             | 0                                             | 6                                             | –2                                            | Hamilton Bulldogs (AHL)      |

| Torhüter | Torhüter       | Torhüter      | Torhüter                                     | Torhüter                                     | Torhüter                                     | Torhüter                                     | Torhüter                                     | Torhüter                                     | Torhüter                                     | Torhüter                                     | Torhüter                  | Torhüter |
| Nr.      | Name           | Geburtsdatum  | Sp                                           | S                                            | N                                            | Min                                          | GT                                           | SO                                           | Sv%                                          | GTS                                          | Team                      |          |
| -------- | -------------- | ------------- | -------------------------------------------- | -------------------------------------------- | -------------------------------------------- | -------------------------------------------- | -------------------------------------------- | -------------------------------------------- | -------------------------------------------- | -------------------------------------------- | ------------------------- | -------- |
| –        | Martin Gerber  | 3. Sep. 1974  | verletzungsbedingte Streichung am 2. Februar | verletzungsbedingte Streichung am 2. Februar | verletzungsbedingte Streichung am 2. Februar | verletzungsbedingte Streichung am 2. Februar | verletzungsbedingte Streichung am 2. Februar | verletzungsbedingte Streichung am 2. Februar | verletzungsbedingte Streichung am 2. Februar | verletzungsbedingte Streichung am 2. Februar | Atlant Mytischtschi (KHL) |          |
| 1        | Jonas Hiller   | 12. Feb. 1982 | 5                                            | 1                                            | 3                                            | 315:57                                       | 13                                           | 0                                            | 91,82                                        | 2,47                                         | Anaheim Ducks (NHL)       |          |
| 66       | Ronnie Rüeger  | 26. Feb. 1973 | –                                            | –                                            | –                                            | –                                            | –                                            | –                                            | –                                            | –                                            | Kloten Flyers (NLA)       |          |
| 52       | Tobias Stephan | 21. Jan. 1984 | –                                            | –                                            | –                                            | –                                            | –                                            | –                                            | –                                            | –                                            | HC Servette Genève (NLA)  |          |

| Offizielle       | Offizielle             | Offizielle     | Offizielle    |
| Position         |                        | Name           | Geburtsdatum  |
| ---------------- | ---------------------- | -------------- | ------------- |
| Cheftrainer      | Kanada                 | Ralph Krueger  | 31. Aug. 1959 |
| Assistenztrainer | Schweiz                | Jakob Kölliker | 21. Juli 1953 |
| Assistenztrainer | Vereinigtes Konigreich | Peter John Lee | 2. Jan. 1956  |
| Assistenztrainer | Schweiz                | Peter Lüthi    | 16. Mai 1952  |

## SlowakeiSlowakei
Der Weltmeister des Jahres 2002, die Slowakei, gab sein Aufgebot für das olympische Eishockeyturnier am 29. Dezember 2009 bekannt. Es wurden 13 Angreifer, sieben Abwehrspieler und drei Torhüter auf die provisorische Kaderliste gesetzt. Mit Žigmund Pálffy stammte der slowakische Fahnenträger bei der Eröffnungsfeier aus den Reihen des Aufgebots.
Aufgebot

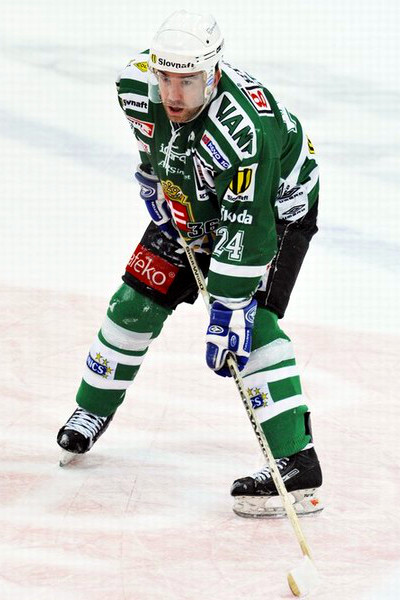
Žigmund Pálffy war der einzige Teilnehmer aus der slowakischen Extraliga

Der slowakische Kader war mit einem Durchschnittsalter von knapp über 30 Jahren der älteste des gesamten Turniers. Acht Spieler, die sich 2002 für den ersten und einzigen Weltmeistertitel des Landes verantwortlich zeichneten, standen im Aufgebot. Hauptsächlich baute der slowakische Verband auf sein Spielerkontingent aus der National Hockey League und Kontinentalen Hockey-Liga. So wurden 13 der 15 NHL-Spieler des Landes berufen sowie acht Spieler aus der KHL. Die Eckpfeiler des Teams bildeten zum einen die erfahrenen Pavol Demitra, Miroslav Šatan, Jozef Stümpel und Žigmund Pálffy. Zum anderen befanden sich mit Marián Hossa und Marián Gáborík zwei torgefährliche Angreifer und mit Zdeno Chára einer der weltweit besten Verteidiger im Team. In der Abwehr und im Tor setzten die Offiziellen ebenfalls auf die Erfahrung von NHL- und KHL-Spielern. Um die Startposition im Tor kämpften Peter Budaj und Jaroslav Halák, die in ihren jeweiligen NHL-Teams über den Posten des Ersatztorhüters aber nicht hinauskamen. Žigmund Pálffy war der einzige Nominierte, der in der Slowakei aufs Eis ging.
Teilnehmer mit Olympiaerfahrung
Seine vierten Olympischen Spiele bestritt Stürmer Miroslav Šatan, obwohl er zum Zeitpunkt der Kadernominierung bei keinem Team unter Vertrag stand. Kurze Zeit später wurde er von den Boston Bruins unter Vertrag genommen. Zum dritten Mal bei Winterspielen im Einsatz waren die Stürmer Ľuboš Bartečko, Pavol Demitra, Marián Hossa, Jozef Stümpel und Verteidiger Ľubomír Višňovský.
Absagen und Nicht-Berücksichtigungen
Nicht im Aufgebot befanden sich die beiden NHL-Akteure Marek Svatoš und Boris Valábik. Weitere in Nordamerika aktive Spieler, die nicht berücksichtigt wurden, umfassten Mário Bližňák, Peter Ölvecký, Tomáš Tatar, Vladimír Mihálik, Juraj Mikúš. Ebenso wurden Peter Sejna und Štefan Ružička von der Liste aus dem Sommer-Trainingslager der Slowaken gestrichen.
Nachnominierungen
Für den verletzten Verteidiger Richard Lintner wurde als Ersatz Ivan Baranka nominiert.
Offizielle
Seit dem 1. Juli 2008 befand sich Ján Filc in seiner zweiten Amtszeit als slowakischer Nationaltrainer – bereits von 1999 und 2004 übte er diese Position aus und führte sein Heimatland während dieser Zeit zu einer Gold- und Silbermedaille bei Weltmeisterschaften der IIHF. Als General Manager war der in der Ukraine geborene Peter Bondra tätig. Der langjährige NHL-Spieler gehörte zu den erfolgreichsten Spielern des Landes und war auch Mitglied der Weltmeistermannschaft von 2002.
| Angreifer   | Angreifer          | Angreifer         | Angreifer     | Angreifer                      | Angreifer                      | Angreifer                      | Angreifer                      | Angreifer                      | Angreifer                      | Angreifer                         |
| Nr.         | Name               | Pos               | Geburtsdatum  | Sp                             | T                              | V                              | Pkt                            | SM                             | +/−                            | Team                              |
| ----------- | ------------------ | ----------------- | ------------- | ------------------------------ | ------------------------------ | ------------------------------ | ------------------------------ | ------------------------------ | ------------------------------ | --------------------------------- |
| 23          | Ľuboš Bartečko     | LW                | 14. Juli 1976 | 7                              | 0                              | 1                              | 1                              | 0                              | +1                             | Färjestad BK (Elitserien)         |
| 8           | Martin Cibák       | C                 | 17. Mai 1980  | 7                              | 0                              | 0                              | 0                              | 6                              | –1                             | HK Spartak Moskau (KHL)           |
| 38          | Pavol Demitra – A  | C                 | 29. Nov. 1974 | 7                              | 3                              | 7                              | 10                             | 2                              | ±0                             | Vancouver Canucks (NHL)           |
| 10          | Marián Gáborík     | RW                | 14. Feb. 1982 | 7                              | 4                              | 1                              | 5                              | 6                              | –3                             | New York Rangers (NHL)            |
| 26          | Michal Handzuš     | C                 | 11. März 1977 | 7                              | 3                              | 3                              | 6                              | 0                              | –2                             | Los Angeles Kings (NHL)           |
| 91          | Marcel Hossa       | LW                | 12. Okt. 1981 | 7                              | 0                              | 1                              | 1                              | 0                              | –2                             | Dinamo Riga (KHL)                 |
| 81          | Marián Hossa – A   | RW                | 12. Jan. 1979 | 7                              | 3                              | 6                              | 9                              | 6                              | ±0                             | Chicago Blackhawks (NHL)          |
| 82          | Tomáš Kopecký      | C                 | 5. Feb. 1982  | 7                              | 1                              | 0                              | 1                              | 2                              | +1                             | Chicago Blackhawks (NHL)          |
| 24          | Žigmund Pálffy     | RW                | 5. Mai 1972   | 7                              | 0                              | 3                              | 3                              | 8                              | –1                             | HK 36 Skalica (Slowak. Extraliga) |
| 92          | Branko Radivojevič | RW                | 24. Nov. 1980 | 7                              | 0                              | 0                              | 0                              | 6                              | –1                             | HK Spartak Moskau (KHL)           |
| 18          | Miroslav Šatan     | RW                | 22. Okt. 1974 | 6                              | 1                              | 1                              | 2                              | 0                              | –2                             | Boston Bruins (NHL)               |
| 15          | Jozef Stümpel      | C                 | 20. Juli 1972 | 7                              | 1                              | 4                              | 5                              | 0                              | –1                             | Barys Astana (KHL)                |
| 20          | Richard Zedník     | RW                | 6. Jan. 1976  | 7                              | 2                              | 4                              | 6                              | 6                              | +2                             | Lokomotive Jaroslawl (KHL)        |
| Verteidiger |                    |                   |               |                                |                                |                                |                                |                                |                                |                                   |
| Nr.         | Name               | Name              | Geburtsdatum  | Sp                             | T                              | V                              | Pkt                            | SM                             | +/−                            | Team                              |
| 7           | Ivan Baranka       | Ivan Baranka      | 19. Mai 1985  | 7                              | 1                              | 0                              | 1                              | 0                              | +1                             | HK Spartak Moskau (KHL)           |
| 33          | Zdeno Chára – C    | Zdeno Chára – C   | 18. März 1977 | 7                              | 0                              | 3                              | 3                              | 6                              | ±0                             | Boston Bruins (NHL)               |
| 68          | Milan Jurčina      | Milan Jurčina     | 7. Juni 1983  | 7                              | 0                              | 0                              | 0                              | 2                              | –1                             | Columbus Blue Jackets (NHL)       |
| –           | Richard Lintner    | Richard Lintner   | 15. Nov. 1977 | verletzungsbedingte Streichung | verletzungsbedingte Streichung | verletzungsbedingte Streichung | verletzungsbedingte Streichung | verletzungsbedingte Streichung | verletzungsbedingte Streichung | HK Dinamo Minsk (KHL)             |
| 14          | Andrej Meszároš    | Andrej Meszároš   | 13. Okt. 1985 | 7                              | 0                              | 0                              | 0                              | 4                              | +1                             | Tampa Bay Lightning (NHL)         |
| 44          | Andrej Sekera      | Andrej Sekera     | 8. Juni 1986  | 7                              | 1                              | 0                              | 1                              | 0                              | –1                             | Buffalo Sabres (NHL)              |
| 77          | Martin Štrbák      | Martin Štrbák     | 15. Jan. 1975 | 7                              | 0                              | 1                              | 1                              | 2                              | +1                             | HK MWD Balaschicha (KHL)          |
| 17          | Ľubomír Višňovský  | Ľubomír Višňovský | 11. Aug. 1976 | 7                              | 2                              | 1                              | 3                              | 0                              | +1                             | Edmonton Oilers (NHL)             |

| Torhüter | Torhüter        | Torhüter      | Torhüter | Torhüter | Torhüter | Torhüter | Torhüter | Torhüter | Torhüter | Torhüter | Torhüter                     | Torhüter |
| Nr.      | Name            | Geburtsdatum  | Sp       | S        | N        | Min      | GT       | SO       | Sv%      | GTS      | Team                         |          |
| -------- | --------------- | ------------- | -------- | -------- | -------- | -------- | -------- | -------- | -------- | -------- | ---------------------------- | -------- |
| 31       | Peter Budaj     | 18. Sep. 1982 | –        | –        | –        | –        | –        | –        | –        | –        | Colorado Avalanche (NHL)     |          |
| 41       | Jaroslav Halák  | 13. Mai 1985  | 7        | 3        | 3        | 422:38   | 17       | 1        | 91,05    | 2,41     | Canadiens de Montréal (NHL)  |          |
| 35       | Rastislav Staňa | 10. Jan. 1980 | –        | –        | –        | –        | –        | –        | –        | –        | Sewerstal Tscherepowez (KHL) |          |

| Offizielle       | Offizielle | Offizielle      | Offizielle    |
| Position         |            | Name            | Geburtsdatum  |
| ---------------- | ---------- | --------------- | ------------- |
| Cheftrainer      | Slowakei   | Ján Filc        | 19. Feb. 1953 |
| Assistenztrainer | Slowakei   | František Hossa | 13. Sep. 1954 |
| Assistenztrainer | Slowakei   | Ľubomír Pokovič | 28. Apr. 1960 |
| General Manager  | Slowakei   | Peter Bondra    | 7. Feb. 1968  |

## TschechienTschechien
Das Aufgebot Tschechiens wurde als eines von vier weiteren Teams am 30. Dezember 2009 bekannt gegeben. Der nationale Eishockeyverband stellte zwölf Stürmer, acht Verteidiger und drei Torhüter auf und entschied sich damit gegen die offensivere Variante mit 13 Angreifern und nur sieben Abwehrspielern. Mit Jaromír Jágr stammte der tschechische Fahnenträger bei der Eröffnungsfeier aus den Reihen des Aufgebots.
Aufgebot

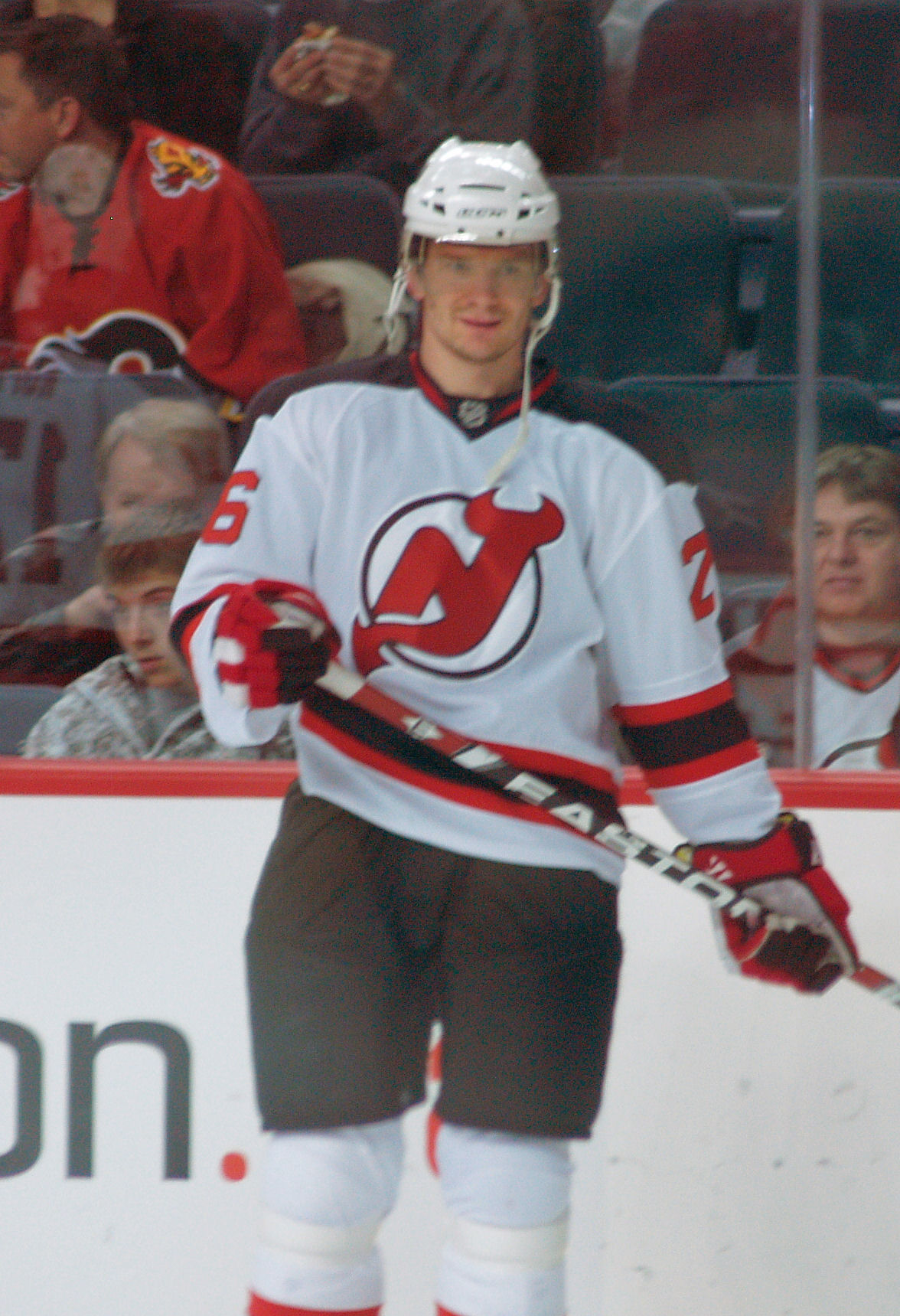
Patrik Eliáš bestritt seine dritten Olympischen Spiele

Die Tschechen setzten für das olympische Turnier auf ihre torgefährlichen Spieler aus der National Hockey League. Patrik Eliáš, Tomáš Fleischmann, Martin Havlát, David Krejčí, Milan Michálek und Tomáš Plekanec hatten in den letzten Jahren dort ihre Qualitäten unter Beweis gestellt. Unterstützt wurde die Offensive durch den erfahrenen Jaromír Jágr, der beim HK Awangard Omsk aus der Kontinentalen Hockey-Liga unter Vertrag stand. Für die Abwehr wurden ausschließlich gestandene und erfahrene Verteidiger nominiert, die entweder in der NHL oder der KHL aktiv waren. Insgesamt standen noch neun Profis aus dem Kader von Turin 2006 im Aufgebot und zwölf aus dem Weltmeisterschaftskader von 2009. Die meisten Spieler unter den Nominierten waren in der NHL aktiv, einige weitere in der KHL. Aus der tschechischen Extraliga stammen lediglich zwei Spieler – der dritte Torwart Jakub Štěpánek und der Stürmer Roman Červenka vom HC Slavia Prag. Die Brüder Milan und Zbyněk Michálek waren das einzige von sechs Brüderpaaren im Turnier, das auf unterschiedlichen Positionen, im Angriff respektive Abwehr, zum Einsatz kam.
Teilnehmer mit Olympiaerfahrung

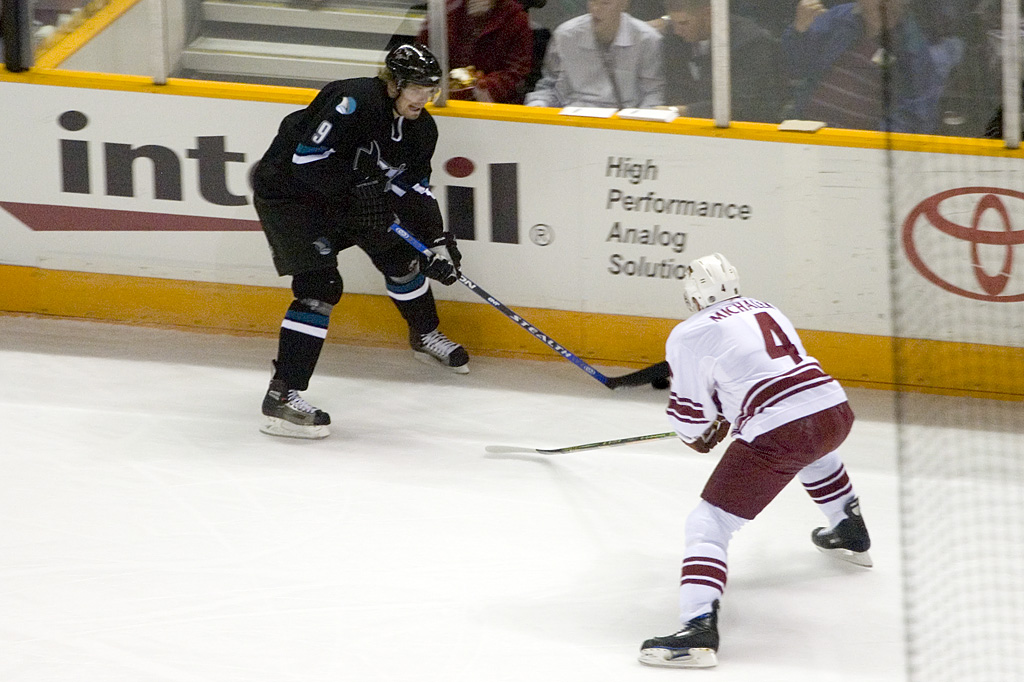
Milan (links) und Zbyněk Michálek (rechts) waren eines von sechs Brüderpaaren im Turnier

Für Jaromír Jágr waren es bereits die vierten Olympischen Winterspiele nach 1998, 2002 und 2006. Er war zugleich der einzige Spieler, der zum tschechischen Kader gehörte, der 1998 die Goldmedaille gewann. Tomáš Kaberle, Pavel Kubina, Petr Čajánek und Patrik Eliáš liefen bei ihren dritten Olympischen Winterspielen auf.
Absagen und Nicht-Berücksichtigungen
Nicht ins Aufgebot berufen wurden unter anderem Milan Hejduk von der Colorado Avalanche und Jiří Hudler vom HK Dynamo Moskau. Auch die weiteren Goldmedaillengewinner von 1998 – neben Hejduk – Dominik Hašek, Roman Hamrlík, Jaroslav Špaček, Martin Straka, Martin Ručínský und Robert Lang, die allesamt auf der erweiterten Kaderliste standen, wurden nicht nominiert.
Offizielle
Vladimír Růžička war seit Sommer 2008 im Amt des Nationaltrainers, als er den Posten des zurückgetretenen Alois Hadamczik übernahm. Parallel betreute er seit 2001 den Extraligisten HC Slavia Prag als Cheftrainer. Bereits bei der Weltmeisterschaft 2005 war Růžička auf Interimsbasis Cheftrainer der Tschechen und gewann dort mit dem Team die Goldmedaille. Bei den Olympischen Winterspielen 1998 war er zudem Mannschaftskapitän des Olympiasieger-Teams.
| Angreifer   | Angreifer         | Angreifer         | Angreifer     | Angreifer | Angreifer | Angreifer | Angreifer | Angreifer | Angreifer | Angreifer                           |
| Nr.         | Name              | Pos               | Geburtsdatum  | Sp        | T         | V         | Pkt       | SM        | +/−       | Team                                |
| ----------- | ----------------- | ----------------- | ------------- | --------- | --------- | --------- | --------- | --------- | --------- | ----------------------------------- |
| 16          | Petr Čajánek      | C                 | 18. Aug. 1975 | 5         | 0         | 0         | 0         | 6         | ±0        | SKA Sankt Petersburg (KHL)          |
| 10          | Roman Červenka    | C                 | 10. Dez. 1985 | 5         | 0         | 2         | 2         | 0         | +2        | HC Slavia Prag (Tschech. Extraliga) |
| 26          | Patrik Eliáš – C  | LW                | 13. Apr. 1976 | 5         | 2         | 2         | 4         | 0         | −1        | New Jersey Devils (NHL)             |
| 91          | Martin Erat       | LW                | 29. Aug. 1981 | 5         | 0         | 1         | 1         | 2         | +1        | Nashville Predators (NHL)           |
| 34          | Tomáš Fleischmann | LW                | 16. Mai 1984  | 5         | 1         | 2         | 3         | 2         | +1        | Washington Capitals (NHL)           |
| 24          | Martin Havlát     | RW                | 19. Apr. 1981 | 5         | 0         | 2         | 2         | 0         | –3        | Minnesota Wild (NHL)                |
| 68          | Jaromír Jágr – A  | RW                | 15. Feb. 1972 | 5         | 2         | 1         | 3         | 6         | –1        | HK Awangard Omsk (KHL)              |
| 46          | David Krejčí      | C                 | 28. Apr. 1986 | 5         | 2         | 1         | 3         | 6         | +2        | Boston Bruins (NHL)                 |
| 9           | Milan Michálek    | LW                | 7. Dez. 1984  | 5         | 2         | 0         | 2         | 0         | –2        | Ottawa Senators (NHL)               |
| 14          | Tomáš Plekanec    | C                 | 31. Okt. 1982 | 5         | 2         | 1         | 3         | 2         | ±0        | Canadiens de Montréal (NHL)         |
| 60          | Tomáš Rolinek     | RW                | 17. Feb. 1980 | 5         | 1         | 0         | 1         | 0         | –1        | HK Metallurg Magnitogorsk (KHL)     |
| 63          | Josef Vašíček     | C                 | 12. Sep. 1980 | 5         | 0         | 0         | 0         | 2         | –3        | Lokomotive Jaroslawl (KHL)          |
| Verteidiger |                   |                   |               |           |           |           |           |           |           |                                     |
| Nr.         | Name              | Name              | Geburtsdatum  | Sp        | T         | V         | Pkt       | SM        | +/−       | Team                                |
| 44          | Miroslav Blaťák   | Miroslav Blaťák   | 25. Feb. 1982 | 5         | 0         | 2         | 2         | 2         | +2        | Salawat Julajew Ufa (KHL)           |
| 35          | Jan Hejda         | Jan Hejda         | 18. Juni 1978 | 5         | 0         | 0         | 0         | 4         | +4        | Columbus Blue Jackets (NHL)         |
| 15          | Tomáš Kaberle – A | Tomáš Kaberle – A | 2. März 1978  | 5         | 1         | 2         | 3         | 0         | –2        | Toronto Maple Leafs (NHL)           |
| 17          | Filip Kuba        | Filip Kuba        | 29. Dez. 1976 | 5         | 0         | 1         | 1         | 0         | –1        | Ottawa Senators (NHL)               |
| 77          | Pavel Kubina      | Pavel Kubina      | 15. Apr. 1977 | 5         | 0         | 0         | 0         | 2         | +2        | Atlanta Thrashers (NHL)             |
| 4           | Zbyněk Michálek   | Zbyněk Michálek   | 23. Dez. 1982 | 5         | 0         | 0         | 0         | 2         | ±0        | Phoenix Coyotes (NHL)               |
| 5           | Roman Polák       | Roman Polák       | 28. Apr. 1986 | 5         | 0         | 0         | 0         | 4         | –1        | St. Louis Blues (NHL)               |
| 3           | Marek Židlický    | Marek Židlický    | 3. Feb. 1977  | 5         | 0         | 5         | 5         | 2         | –3        | Minnesota Wild (NHL)                |

| Torhüter | Torhüter       | Torhüter      | Torhüter | Torhüter | Torhüter | Torhüter | Torhüter | Torhüter | Torhüter | Torhüter | Torhüter                                | Torhüter |
| Nr.      | Name           | Geburtsdatum  | Sp       | S        | N        | Min      | GT       | SO       | Sv%      | GTS      | Team                                    |          |
| -------- | -------------- | ------------- | -------- | -------- | -------- | -------- | -------- | -------- | -------- | -------- | --------------------------------------- | -------- |
| 31       | Ondřej Pavelec | 31. Aug. 1987 | –        | –        | –        | –        | –        | –        | –        | –        | Atlanta Thrashers (NHL)                 |          |
| 33       | Jakub Štěpánek | 20. Juni 1986 | –        | –        | –        | –        | –        | –        | –        |          | HC Vítkovice Steel (Tschech. Extraliga) |          |
| 29       | Tomáš Vokoun   | 2. Juli 1976  | 5        | 3        | 2        | 303:35   | 9        | 0        | 93,57    | 1,78     | Florida Panthers (NHL)                  |          |

| Offizielle        | Offizielle | Offizielle       | Offizielle    |
| Position          |            | Name             | Geburtsdatum  |
| ----------------- | ---------- | ---------------- | ------------- |
| Cheftrainer       | Tschechien | Vladimír Růžička | 6. Juni 1963  |
| Assistenztrainer  | Tschechien | Josef Jandač     | 12. Nov. 1968 |
| Assistenztrainer  | Tschechien | Ondřej Weissmann | 28. Okt. 1959 |
| General Manager   | Tschechien | František Černík | 3. Juni 1953  |
| Mannschaftsführer | Tschechien | Martin Loukota   | 26. Sep. 1982 |

## Vereinigte StaatenVereinigte Staaten
Als letztes der zwölf Teams gab der US-amerikanische Eishockeyverband USA Hockey sein Aufgebot am 1. Januar 2010 im unmittelbaren Anschluss an das NHL Winter Classic 2010 bekannt. Nachdem die Partie zwischen den gastgebenden Boston Bruins und Philadelphia Flyers im Fenway Park beendet war, wurde das Aufgebot durch den Stadionsprecher verkündet und mit Jugendspielern in den entsprechenden Trikots visuell veranschaulicht. Es wurden 13 Stürmer, sieben Verteidiger und drei Torhüter in das olympische Aufgebot der US-Amerikaner berufen, nachdem im Sommer 34 Spieler am Trainingslager teilgenommen hatten. Mit Jack Johnson reiste ein Spieler aus der National Hockey League eigens für den Einmarsch der Athleten bei der Eröffnungsfeier – vier Tage vor Turnierbeginn – nach Vancouver an. Johnson, der für die restlichen Tage wieder zu seinem Team stieß, war der einzige NHL-Spieler, der diese Strapazen auf sich nahm. Gleichzeitig galt er als der erste NHL-Spieler der olympischen Geschichte, der an der Eröffnungsfeier teilnahm.
Aufgebot

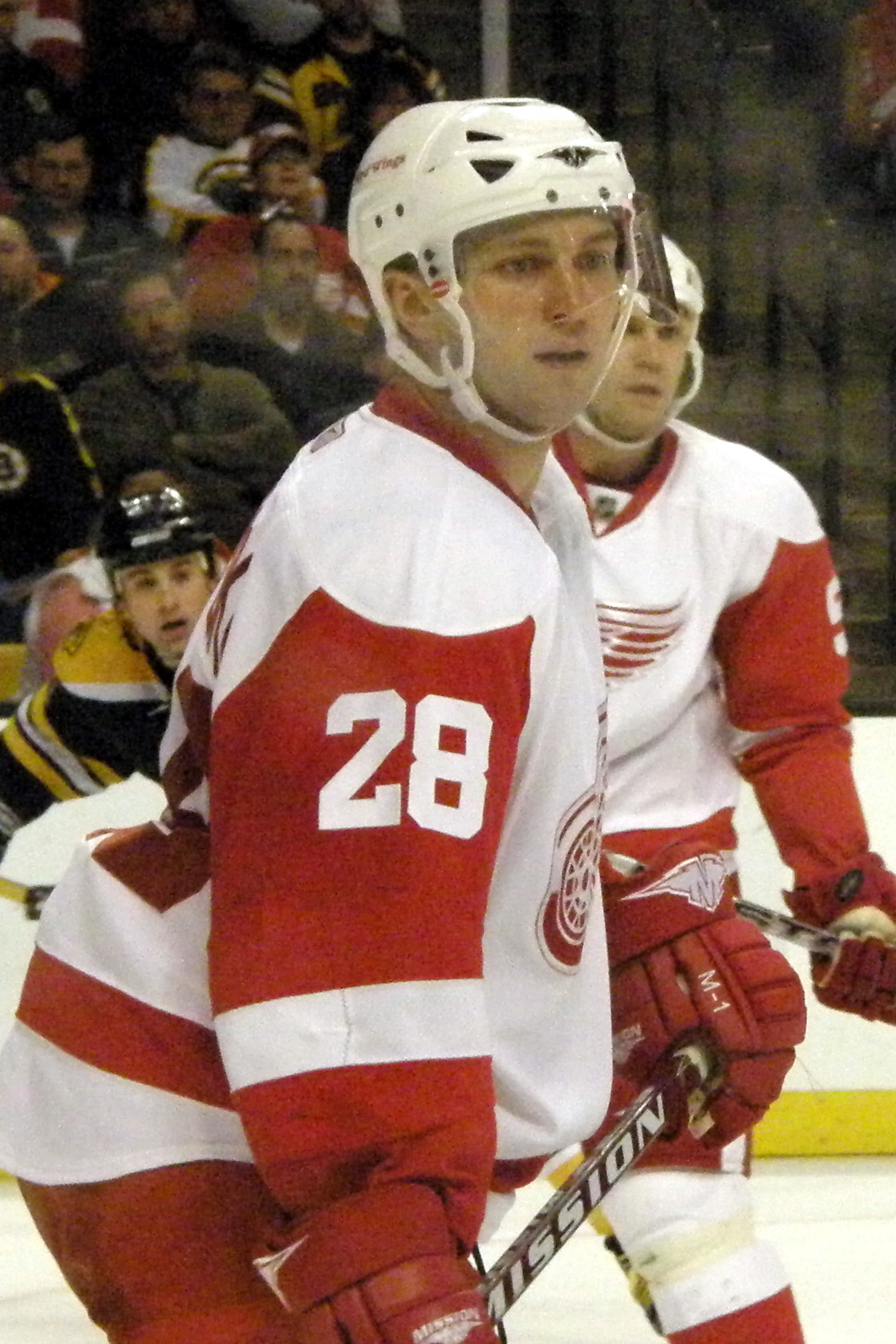
Brian Rafalski war der älteste Spieler im Aufgebot der USA

Die Vereinigten Staaten gingen mit einem der jüngsten Aufgebote in das Turnier. 17 der 23 Spieler waren nicht älter als 30 Jahre und 13 waren 25 Jahre alt oder jünger. Viele der jungen Spieler hatten aber bereits mit den Juniorennationalteams ihres Jahrgangs internationale Erfolge gefeiert. Dennoch setzte der Verband in jedem Mannschaftsteil auch auf erfahrene Akteure. Im Angriff waren dies Chris Drury und Jamie Langenbrunner, in der Abwehr Brian Rafalski sowie im Tor Tim Thomas. Als Eckpfeiler des Goldmedaillengewinners von Lake Placid 1980, der den erneuten Gewinn anvisiert hatte, galten die jungen Stürmer Patrick Kane, Phil Kessel und Zach Parise, Verteidiger Erik Johnson und Torhüter Ryan Miller. Kane und Johnson waren zugleich die jüngsten Spieler des Teams, die in den Jahren 2006 und 2007 an erster Gesamtposition des jeweiligen NHL Entry Drafts ausgewählt worden waren. Das größte Kontingent der ausschließlich aus der National Hockey League stammenden Spieler stellten die New Jersey Devils und Los Angeles Kings mit jeweils drei Spielern. Zum Mannschaftskapitän wurde am 11. Januar 2010 der Stürmer Jamie Langenbrunner ernannt, dem mit Brian Rafalski, Chris Drury, Dustin Brown und Ryan Suter vier Assistenten zur Seite standen.
Teilnehmer mit Olympiaerfahrung

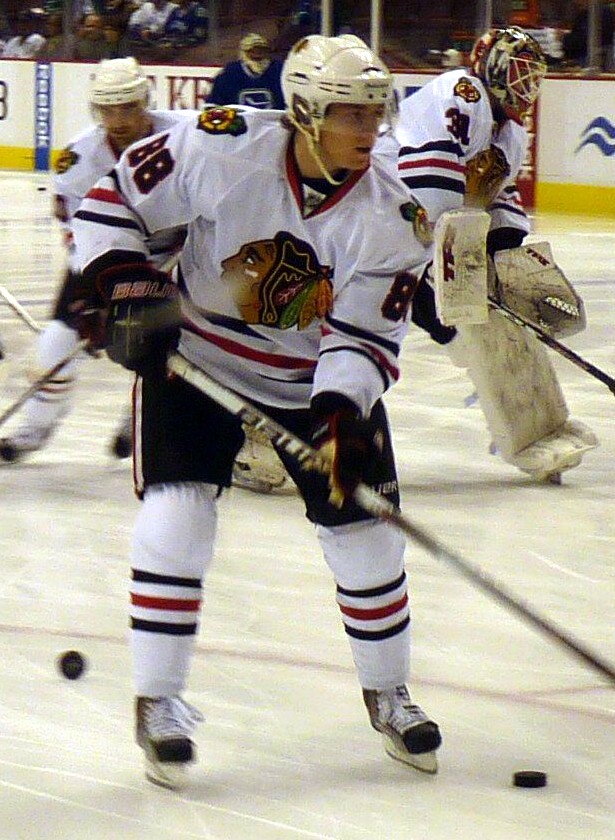
Patrick Kane spielte nach der WM 2008 zum zweiten Mal für sein Heimatland

Durch den Wandel hin zur Jugend standen lediglich drei Spieler mit Olympiaerfahrung im Kader der USA. Dies waren mit Brian Rafalski, Chris Drury und Jamie Langenbrunner die drei ältesten Feldspieler des Aufgebots. Rafalski und Drury liefen sowohl 2002 in Salt Lake City als auch 2006 in Turin auf. Beide gewannen in Salt Lake City die Silbermedaille. Langenbrunner vertrat sein Heimatland bei den Olympischen Winterspielen 1998 in Nagano.
Absagen und Nicht-Berücksichtigungen
Auch die US-Amerikaner mussten aufgrund der Fülle von in Frage kommenden Spielern einige Absagen erteilen. Dadurch, dass das Trainerteam hauptsächlich auf junge Spieler setzte, erhielten einige gestandene Akteure keine Einladung. So wurden Mike Modano, Scott Gomez, Keith Tkachuk, Bill Guerin, Brian Rolston und Doug Weight nicht nominiert. Auch Brian Gionta, Tim Connolly, R. J. Umberger und der gebürtige Kanadier Jason Pominville spielten in der Vergabe um die Plätze keine Rolle. Ebenso wurden in der Verteidigung Andy Greene und zunächst auch Ryan Whitney nicht nominiert. Im Tor hatten Craig Anderson und Jimmy Howard im Kampf um den freien dritten Platz das Nachsehen.
Nachnominierungen
Nach den verletzungsbedingten Absagen der Verteidiger Paul Martin am 1. Februar und schließlich Mike Komisarek am 4. Februar gab der US-amerikanische Verband noch am gleichen Tag die Nachnominierungen von Ryan Whitney von den Anaheim Ducks und Tim Gleason von den Carolina Hurricanes bekannt. Martin musste seine Teilnahme wegen eines Bruchs des Unterarms, den er bereits zum Beginn der Saison erlitten hatte, absagen. Komisarek unterzog sich eine Woche vor Turnierbeginn einer Schulteroperation.
Offizielle
Wie der kanadische Verband stellten auch die US-Amerikaner ein prominentes Team von Offiziellen. Als Cheftrainer der USA fungierte Ron Wilson, der seit über 15 Jahren in der National Hockey League als hauptverantwortlicher Trainer tätig war. Wilson betreute die Vereinigten Staaten bereits 1996 bei der Weltmeisterschaft und dem World Cup of Hockey. Dabei führte er die Mannschaft bei der Weltmeisterschaft zu Bronze und gewann nur wenige Monate später überraschend den World Cup mit der Mannschaft. An der Seite Wilsons arbeiteten Scott Gordon, der die New York Islanders in der NHL trainierte, und John Tortorella, der ebenfalls ein langjähriger NHL-Trainer war und zudem den Stanley Cup gewann. Für den Posten des General Managers wählte der Verband Brian Burke, einen der namhaftesten General Manager der NHL, aus.
| Angreifer   | Angreifer               | Angreifer          | Angreifer     | Angreifer                                | Angreifer                                | Angreifer                                | Angreifer                                | Angreifer                                | Angreifer                                | Angreifer                 |
| Nr.         | Name                    | Pos                | Geburtsdatum  | Sp                                       | T                                        | V                                        | Pkt                                      | SM                                       | +/−                                      | Team                      |
| ----------- | ----------------------- | ------------------ | ------------- | ---------------------------------------- | ---------------------------------------- | ---------------------------------------- | ---------------------------------------- | ---------------------------------------- | ---------------------------------------- | ------------------------- |
| 42          | David Backes            | RW                 | 1. Mai 1984   | 6                                        | 1                                        | 2                                        | 3                                        | 2                                        | +4                                       | St. Louis Blues (NHL)     |
| 32          | Dustin Brown – A        | RW                 | 4. Nov. 1984  | 6                                        | 0                                        | 0                                        | 0                                        | 0                                        | +2                                       | Los Angeles Kings (NHL)   |
| 24          | Ryan Callahan           | RW                 | 21. März 1985 | 6                                        | 0                                        | 1                                        | 1                                        | 2                                        | +2                                       | New York Rangers (NHL)    |
| 23          | Chris Drury – A         | C                  | 20. Aug. 1976 | 6                                        | 2                                        | 0                                        | 2                                        | 0                                        | +3                                       | New York Rangers (NHL)    |
| 88          | Patrick Kane            | RW                 | 19. Nov. 1988 | 6                                        | 3                                        | 2                                        | 5                                        | 2                                        | +4                                       | Chicago Blackhawks (NHL)  |
| 17          | Ryan Kesler             | C                  | 31. Aug. 1984 | 6                                        | 2                                        | 0                                        | 2                                        | 2                                        | +5                                       | Vancouver Canucks (NHL)   |
| 81          | Phil Kessel             | RW                 | 2. Okt. 1987  | 6                                        | 1                                        | 1                                        | 2                                        | 0                                        | +2                                       | Toronto Maple Leafs (NHL) |
| 15          | Jamie Langenbrunner – C | RW                 | 24. Juli 1975 | 6                                        | 1                                        | 3                                        | 4                                        | 0                                        | +2                                       | New Jersey Devils (NHL)   |
| 12          | Ryan Malone             | LW                 | 1. Dez. 1979  | 6                                        | 3                                        | 2                                        | 5                                        | 6                                        | +2                                       | Tampa Bay Lightning (NHL) |
| 9           | Zach Parise             | LW                 | 28. Juli 1984 | 6                                        | 4                                        | 4                                        | 8                                        | 0                                        | +4                                       | New Jersey Devils (NHL)   |
| 16          | Joe Pavelski            | C                  | 11. Juli 1984 | 6                                        | 0                                        | 3                                        | 3                                        | 4                                        | +2                                       | San Jose Sharks (NHL)     |
| 54          | Bobby Ryan              | RW                 | 17. März 1987 | 6                                        | 1                                        | 1                                        | 2                                        | 2                                        | +3                                       | Anaheim Ducks (NHL)       |
| 26          | Paul Stastny            | C                  | 27. Dez. 1985 | 6                                        | 1                                        | 2                                        | 3                                        | 0                                        | +2                                       | Colorado Avalanche (NHL)  |
| Verteidiger |                         |                    |               |                                          |                                          |                                          |                                          |                                          |                                          |                           |
| Nr.         | Name                    | Name               | Geburtsdatum  | Sp                                       | T                                        | V                                        | Pkt                                      | SM                                       | +/−                                      | Team                      |
| 4           | Tim Gleason             | Tim Gleason        | 29. Jan. 1983 | 6                                        | 0                                        | 0                                        | 0                                        | 0                                        | +3                                       | Carolina Hurricanes (NHL) |
| 6           | Erik Johnson            | Erik Johnson       | 21. März 1988 | 6                                        | 1                                        | 0                                        | 1                                        | 4                                        | +3                                       | St. Louis Blues (NHL)     |
| 3           | Jack Johnson            | Jack Johnson       | 13. Jan. 1987 | 6                                        | 0                                        | 1                                        | 1                                        | 2                                        | +2                                       | Los Angeles Kings (NHL)   |
| –           | Mike Komisarek          | Mike Komisarek     | 19. Jan. 1982 | verletzungsbedingte Absage am 4. Februar | verletzungsbedingte Absage am 4. Februar | verletzungsbedingte Absage am 4. Februar | verletzungsbedingte Absage am 4. Februar | verletzungsbedingte Absage am 4. Februar | verletzungsbedingte Absage am 4. Februar | Toronto Maple Leafs (NHL) |
| –           | Paul Martin             | Paul Martin        | 5. März 1981  | verletzungsbedingte Absage am 1. Februar | verletzungsbedingte Absage am 1. Februar | verletzungsbedingte Absage am 1. Februar | verletzungsbedingte Absage am 1. Februar | verletzungsbedingte Absage am 1. Februar | verletzungsbedingte Absage am 1. Februar | New Jersey Devils (NHL)   |
| 44          | Brooks Orpik            | Brooks Orpik       | 26. Sep. 1980 | 6                                        | 0                                        | 0                                        | 0                                        | 0                                        | +2                                       | Pittsburgh Penguins (NHL) |
| 28          | Brian Rafalski – A      | Brian Rafalski – A | 28. Sep. 1973 | 6                                        | 4                                        | 4                                        | 8                                        | 2                                        | +7                                       | Detroit Red Wings (NHL)   |
| 20          | Ryan Suter – A          | Ryan Suter – A     | 21. Jan. 1985 | 6                                        | 0                                        | 4                                        | 4                                        | 2                                        | +9                                       | Nashville Predators (NHL) |
| 19          | Ryan Whitney            | Ryan Whitney       | 19. Feb. 1983 | 6                                        | 0                                        | 0                                        | 0                                        | 0                                        | –1                                       | Anaheim Ducks (NHL)       |

| Torhüter | Torhüter       | Torhüter      | Torhüter | Torhüter | Torhüter | Torhüter | Torhüter | Torhüter | Torhüter | Torhüter | Torhüter                | Torhüter |
| Nr.      | Name           | Geburtsdatum  | Sp       | S        | N        | Min      | GT       | SO       | Sv%      | GTS      | Team                    |          |
| -------- | -------------- | ------------- | -------- | -------- | -------- | -------- | -------- | -------- | -------- | -------- | ----------------------- | -------- |
| 39       | Ryan Miller    | 17. Juli 1980 | 6        | 5        | 1        | 355:07   | 8        | 1        | 1,35     | 94,56    | Buffalo Sabres (NHL)    |          |
| 29       | Jonathan Quick | 21. Jan. 1986 | –        | –        | –        | –        | –        | –        | –        | –        | Los Angeles Kings (NHL) |          |
| 30       | Tim Thomas     | 15. Apr. 1974 | 1        | 0        | 0        | 11:31    | 1        | 0        | 5,21     | 85,71    | Boston Bruins (NHL)     |          |

| Offizielle       | Offizielle         | Offizielle      | Offizielle    |
| Position         |                    | Name            | Geburtsdatum  |
| ---------------- | ------------------ | --------------- | ------------- |
| Cheftrainer      | Vereinigte Staaten | Ron Wilson      | 28. Mai 1955  |
| Assistenztrainer | Vereinigte Staaten | Scott Gordon    | 6. Feb. 1963  |
| Assistenztrainer | Vereinigte Staaten | John Tortorella | 24. Juni 1958 |
| General Manager  | Vereinigte Staaten | Brian Burke     | 30. Juni 1955 |